# Серая цапля
Се́рая ца́пля (лат. Ardea cinerea) — птица отряда пеликанообразных, семейства цаплевых. Внешность весьма характерна. Это длинноногая, длинношеяя птица, серой окраски сверху и белой снизу, с включениями чёрного цвета, с довольно длинным острым клювом. Размеры достаточно большие, вес взрослого самца может достигать 2 кг. Самки несколько меньше самцов, однако в остальном от них почти не отличаются.
Серая цапля распространена чрезвычайно широко. Её ареал охватывает значительную часть Евразии и Африки. При этом она в большинстве мест является обычной, часто — многочисленной птицей, общее поголовье которой растёт. Основные места обитания привязаны к водоёмам, при этом почти на любых водоёмах в пределах области обитания серая цапля — наиболее часто встречающийся вид голенастых. На значительной части ареала цапля является перелётной птицей, в других обитает круглый год. Часто держится группами, которые могут достигать значительной величины. Гнездится также обычно колониями, к которым могут присоединяться птицы других видов. Не избегает близости человека, часто встречается в культурных ландшафтах, в том числе в черте крупных городов. Серая цапля является, по-видимому, наиболее известной и хорошо изученной из всех цапель.
Серая цапля питается исключительно животной пищей. Основу её рациона составляет рыба, но цапля поедает также лягушек, разнообразных мелких млекопитающих (например, грызунов размером до суслика включительно), пресмыкающихся, головастиков, насекомых. В литературе часто можно встретить утверждения о вреде, который цапля наносит поголовью ценных промысловых рыб, особенно в рыбоводческих хозяйствах. По этой причине в прошлом (вплоть до 1980-х годов), а иногда и в настоящее время серых цапель преследовали, сокращая их численность различными способами. Однако исследования последних лет говорят о том, что вред, наносимый цаплей, крайне невелик. Более того, цаплю можно считать полезной птицей, играющей санитарную роль благодаря поеданию большого количества больной и поражённой паразитами рыбы.
Мясо серой цапли съедобно, но, согласно многим отзывам, невкусно, хотя эта птица иногда добывается охотниками. В старину она была одним из излюбленных объектов соколиной охоты. Серая цапля нашла определённое отражение в фольклоре и стала персонажем многочисленных произведений как поэтов, так и писателей-натуралистов.

## Таксономия и название

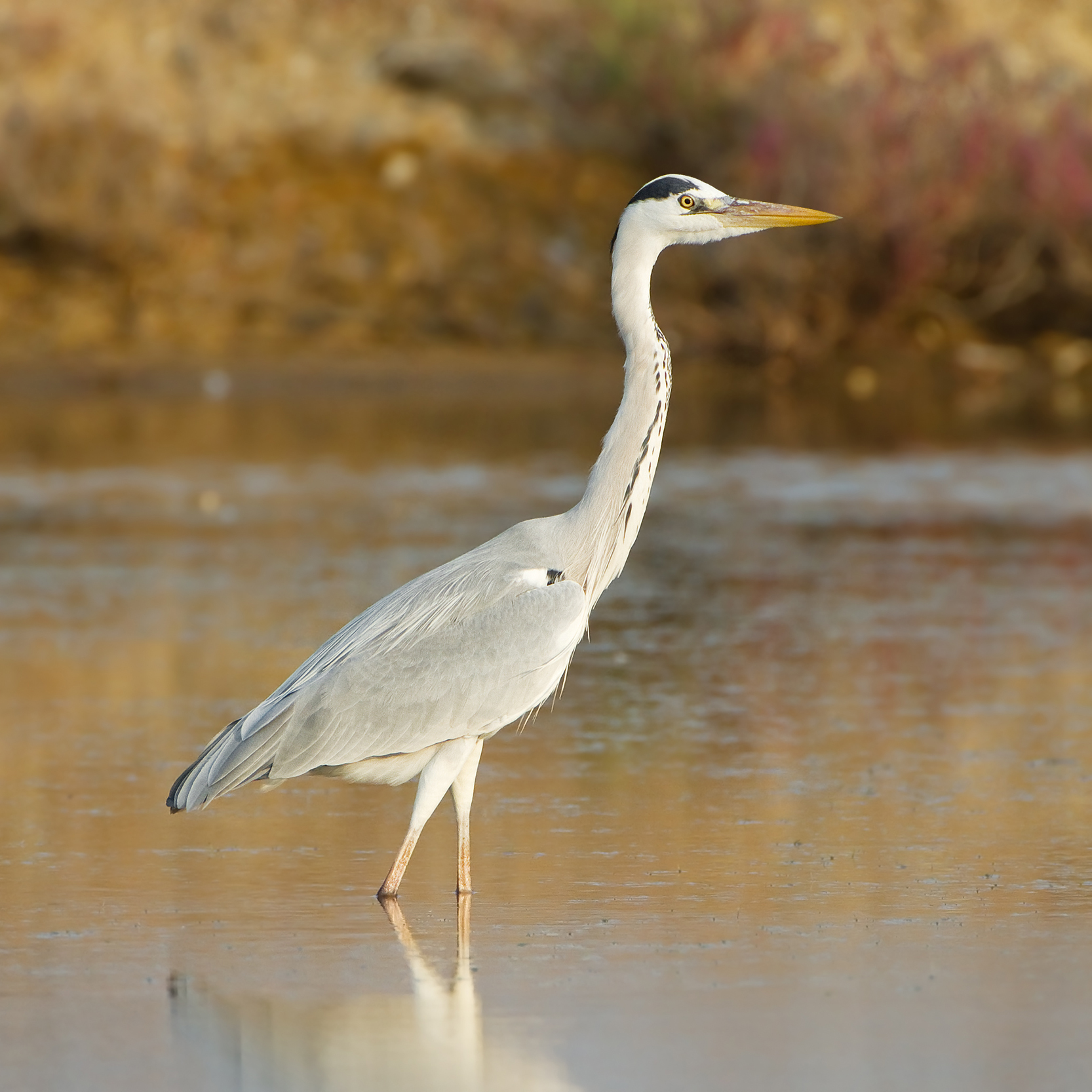
Серая цапля в Таиланде

Серая цапля была описана как вид с биноминальным названием Ardea cinerea Карлом Линнеем в 10-м издании его фундаментального труда «Система природы» в 1758 году. Слово Ardea, избранное Линнеем для родового названия, по-латыни означает «цапля», видовое название cinerea — «пепельная», цвета пепла (латинское cinis — пепел).
Это типичный представитель семейства цаплевых, имеющий близкие родственные связи с другими представителями родов как Ardea (настоящие цапли), так и Egretta (белые цапли). Некоторые источники называют серую цаплю в качестве наиболее типичного и характерного представителя семейства вообще во всем, что касается образа жизни, поведения и мест обитания. В Северной Америке птица замещается близкородственной голубой цаплей, в Австралии и Океании — также близкородственной белошейной цаплей.
|  | \| \| Большая выпь (Botaurus stellaris) \| \| \| \| |
|  |                                                     |
|  | Большая выпь (Botaurus stellaris)                   |
|  |                                                     |

|  | Большая выпь (Botaurus stellaris) |
|  |                                   |

|  | \| \| Чёрный волчок (Ixobrychus flavicollis) \| \| \| \| \| \| Коричный волчок (Ixobrychus cinnamomeus) \| \| \| \| |
|  | |
|  | Китайский волчок (Ixobrychus sinensis)                                                                              |
|  | |
|  | Чёрный волчок (Ixobrychus flavicollis)                                                                              |
|  | |
|  | Коричный волчок (Ixobrychus cinnamomeus)                                                                            |
|  | |

|  | Чёрный волчок (Ixobrychus flavicollis)   |
|  |                                          |
|  | Коричный волчок (Ixobrychus cinnamomeus) |
|  |                                          |

|  | \| \| Большая выпь (Botaurus stellaris) \| \| \| \| |
|  |                                                     |
|  | Большая выпь (Botaurus stellaris)                   |
|  |                                                     |

|  | Большая выпь (Botaurus stellaris) |
|  |                                   |

|  | \| \| Чёрный волчок (Ixobrychus flavicollis) \| \| \| \| \| \| Коричный волчок (Ixobrychus cinnamomeus) \| \| \| \| |
|  | |
|  | Китайский волчок (Ixobrychus sinensis)                                                                              |
|  | |
|  | Чёрный волчок (Ixobrychus flavicollis)                                                                              |
|  | |
|  | Коричный волчок (Ixobrychus cinnamomeus)                                                                            |
|  | |

|  | Чёрный волчок (Ixobrychus flavicollis)   |
|  |                                          |
|  | Коричный волчок (Ixobrychus cinnamomeus) |
|  |                                          |

|  | \| \| Серая цапля (Ardea cinerea) \| \| \| \| \| \| Рыжая цапля (Ardea purpurea) \| \| \| \| |
|  |                                                                                              |
|  | Египетская цапля (Bubulcus ibis)                                                             |
|  |                                                                                              |
|  | Серая цапля (Ardea cinerea)                                                                  |
|  |                                                                                              |
|  | Рыжая цапля (Ardea purpurea)                                                                 |
|  |                                                                                              |

|  | Серая цапля (Ardea cinerea)  |
|  |                              |
|  | Рыжая цапля (Ardea purpurea) |
|  |                              |

|  | Средняя белая цапля (Egretta intermedia) |
|  |                                          |
|  | Большая белая цапля (Egretta alba)       |
|  |                                          |

|  | \| \| Серая цапля (Ardea cinerea) \| \| \| \| \| \| Рыжая цапля (Ardea purpurea) \| \| \| \| |
|  |                                                                                              |
|  | Египетская цапля (Bubulcus ibis)                                                             |
|  |                                                                                              |
|  | Серая цапля (Ardea cinerea)                                                                  |
|  |                                                                                              |
|  | Рыжая цапля (Ardea purpurea)                                                                 |
|  |                                                                                              |

|  | Серая цапля (Ardea cinerea)  |
|  |                              |
|  | Рыжая цапля (Ardea purpurea) |
|  |                              |

|  | Средняя белая цапля (Egretta intermedia) |
|  |                                          |
|  | Большая белая цапля (Egretta alba)       |
|  |                                          |

|  | \| \| Серая цапля (Ardea cinerea) \| \| \| \| \| \| Рыжая цапля (Ardea purpurea) \| \| \| \| |
|  |                                                                                              |
|  | Египетская цапля (Bubulcus ibis)                                                             |
|  |                                                                                              |
|  | Серая цапля (Ardea cinerea)                                                                  |
|  |                                                                                              |
|  | Рыжая цапля (Ardea purpurea)                                                                 |
|  |                                                                                              |

|  | Серая цапля (Ardea cinerea)  |
|  |                              |
|  | Рыжая цапля (Ardea purpurea) |
|  |                              |

|  | Средняя белая цапля (Egretta intermedia) |
|  |                                          |
|  | Большая белая цапля (Egretta alba)       |
|  |                                          |

|  | \| \| Серая цапля (Ardea cinerea) \| \| \| \| \| \| Рыжая цапля (Ardea purpurea) \| \| \| \| |
|  |                                                                                              |
|  | Египетская цапля (Bubulcus ibis)                                                             |
|  |                                                                                              |
|  | Серая цапля (Ardea cinerea)                                                                  |
|  |                                                                                              |
|  | Рыжая цапля (Ardea purpurea)                                                                 |
|  |                                                                                              |

|  | Серая цапля (Ardea cinerea)  |
|  |                              |
|  | Рыжая цапля (Ardea purpurea) |
|  |                              |

|  | Средняя белая цапля (Egretta intermedia) |
|  |                                          |
|  | Большая белая цапля (Egretta alba)       |
|  |                                          |

|  | \| \| Большая выпь (Botaurus stellaris) \| \| \| \| |
|  |                                                     |
|  | Большая выпь (Botaurus stellaris)                   |
|  |                                                     |

|  | Большая выпь (Botaurus stellaris) |
|  |                                   |

|  | \| \| Чёрный волчок (Ixobrychus flavicollis) \| \| \| \| \| \| Коричный волчок (Ixobrychus cinnamomeus) \| \| \| \| |
|  | |
|  | Китайский волчок (Ixobrychus sinensis)                                                                              |
|  | |
|  | Чёрный волчок (Ixobrychus flavicollis)                                                                              |
|  | |
|  | Коричный волчок (Ixobrychus cinnamomeus)                                                                            |
|  | |

|  | Чёрный волчок (Ixobrychus flavicollis)   |
|  |                                          |
|  | Коричный волчок (Ixobrychus cinnamomeus) |
|  |                                          |

|  | \| \| Большая выпь (Botaurus stellaris) \| \| \| \| |
|  |                                                     |
|  | Большая выпь (Botaurus stellaris)                   |
|  |                                                     |

|  | Большая выпь (Botaurus stellaris) |
|  |                                   |

|  | \| \| Чёрный волчок (Ixobrychus flavicollis) \| \| \| \| \| \| Коричный волчок (Ixobrychus cinnamomeus) \| \| \| \| |
|  | |
|  | Китайский волчок (Ixobrychus sinensis)                                                                              |
|  | |
|  | Чёрный волчок (Ixobrychus flavicollis)                                                                              |
|  | |
|  | Коричный волчок (Ixobrychus cinnamomeus)                                                                            |
|  | |

|  | Чёрный волчок (Ixobrychus flavicollis)   |
|  |                                          |
|  | Коричный волчок (Ixobrychus cinnamomeus) |
|  |                                          |

|  | \| \| Серая цапля (Ardea cinerea) \| \| \| \| \| \| Рыжая цапля (Ardea purpurea) \| \| \| \| |
|  |                                                                                              |
|  | Египетская цапля (Bubulcus ibis)                                                             |
|  |                                                                                              |
|  | Серая цапля (Ardea cinerea)                                                                  |
|  |                                                                                              |
|  | Рыжая цапля (Ardea purpurea)                                                                 |
|  |                                                                                              |

|  | Серая цапля (Ardea cinerea)  |
|  |                              |
|  | Рыжая цапля (Ardea purpurea) |
|  |                              |

|  | Средняя белая цапля (Egretta intermedia) |
|  |                                          |
|  | Большая белая цапля (Egretta alba)       |
|  |                                          |

|  | \| \| Серая цапля (Ardea cinerea) \| \| \| \| \| \| Рыжая цапля (Ardea purpurea) \| \| \| \| |
|  |                                                                                              |
|  | Египетская цапля (Bubulcus ibis)                                                             |
|  |                                                                                              |
|  | Серая цапля (Ardea cinerea)                                                                  |
|  |                                                                                              |
|  | Рыжая цапля (Ardea purpurea)                                                                 |
|  |                                                                                              |

|  | Серая цапля (Ardea cinerea)  |
|  |                              |
|  | Рыжая цапля (Ardea purpurea) |
|  |                              |

|  | Средняя белая цапля (Egretta intermedia) |
|  |                                          |
|  | Большая белая цапля (Egretta alba)       |
|  |                                          |

|  | \| \| Серая цапля (Ardea cinerea) \| \| \| \| \| \| Рыжая цапля (Ardea purpurea) \| \| \| \| |
|  |                                                                                              |
|  | Египетская цапля (Bubulcus ibis)                                                             |
|  |                                                                                              |
|  | Серая цапля (Ardea cinerea)                                                                  |
|  |                                                                                              |
|  | Рыжая цапля (Ardea purpurea)                                                                 |
|  |                                                                                              |

|  | Серая цапля (Ardea cinerea)  |
|  |                              |
|  | Рыжая цапля (Ardea purpurea) |
|  |                              |

|  | Средняя белая цапля (Egretta intermedia) |
|  |                                          |
|  | Большая белая цапля (Egretta alba)       |
|  |                                          |

|  | \| \| Серая цапля (Ardea cinerea) \| \| \| \| \| \| Рыжая цапля (Ardea purpurea) \| \| \| \| |
|  |                                                                                              |
|  | Египетская цапля (Bubulcus ibis)                                                             |
|  |                                                                                              |
|  | Серая цапля (Ardea cinerea)                                                                  |
|  |                                                                                              |
|  | Рыжая цапля (Ardea purpurea)                                                                 |
|  |                                                                                              |

|  | Серая цапля (Ardea cinerea)  |
|  |                              |
|  | Рыжая цапля (Ardea purpurea) |
|  |                              |

|  | Средняя белая цапля (Egretta intermedia) |
|  |                                          |
|  | Большая белая цапля (Egretta alba)       |
|  |                                          |

Филогенетическое древо цаплевых, построенное на основании анализа последовательности гена 12S рРНК.
Во многих славянских языках название птицы созвучно: укр. чапля, болг. чапла, пол. czapla, словац. caplja, макед. чапја. Все эти слова происходят от общеславянской основы «ча́пать» со значениями «хватать, идти, цепляя землю, семенить». Птица названа либо благодаря своей семенящей неуклюжей походке, либо по способу добычи пищи. Вероятно, форма с начальным ч является исходной, современное русское «цапля» объясняется влиянием северорусского цокания. В прошлом в русском языке цаплю называли «ца́пля», «ча́пля» и «чепу́ра», что отражено в Толковом словаре В. И. Даля.

## Внешний вид

### Общий облик

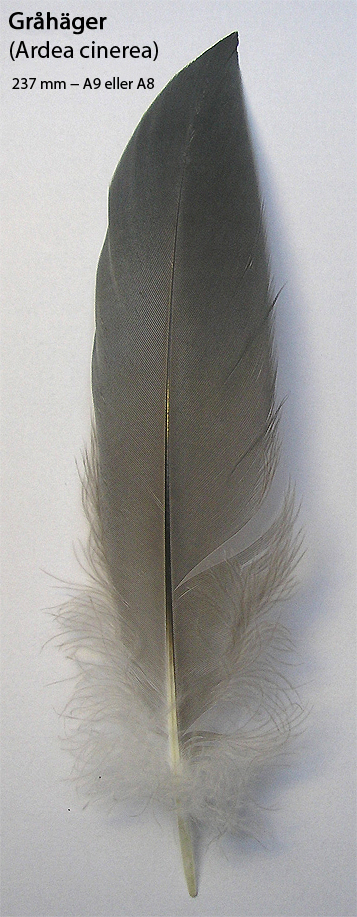
Маховое перо серой цапли

Облик серой цапли весьма характерен. Бросается в глаза очень длинная шея, которая, впрочем, у сидящей птицы часто втянута в плечи либо сложена. У серой цапли, как и вообще у всех цапель, длинные и тонкие ноги и длинный, хорошо заметный на большом расстоянии клюв. Это сравнительно крупная птица. Вес в среднем около полутора килограммов, при этом отдельные особи могут достигать двух килограммов. Разброс значений массы тела цапель может быть весьма значительным. В качестве нижнего предела называют вес в 226 граммов, но это, по всей видимости, исключительный случай. Длина тела до 102 см. Размах крыльев варьирует в пределах от 1,5 до 1,75 м, у отдельных экземпляров до 1,95 м.
Клюв очень острый и довольно длинный — 10—13 см. Он имеет слабо выраженную коническую форму, сжатую с боков. Окрас клюва желтовато-бурый, при этом надклювье обычно темнее подклювья; пятно кожи на уздечке (области между глазом и клювом) желтоватое. Радужина жёлтая с чуть зеленоватым оттенком, неоперённое кольцо вокруг глаз зеленоватое. Ноги оливково-бурые. В разгар брачного периода непокрытые перьевым покровом участки тела становятся более яркими: клюв и ноги — до красновато-оранжевых оттенков, уздечка и кольцо вокруг глаза — голубыми, радужина — оранжево-жёлтой. Как и у всех цапель, у серой на ногах 4 пальца, три из которых направлены вперёд и один назад. Коготь среднего пальца сильно удлинён и имеет зазубренный край.

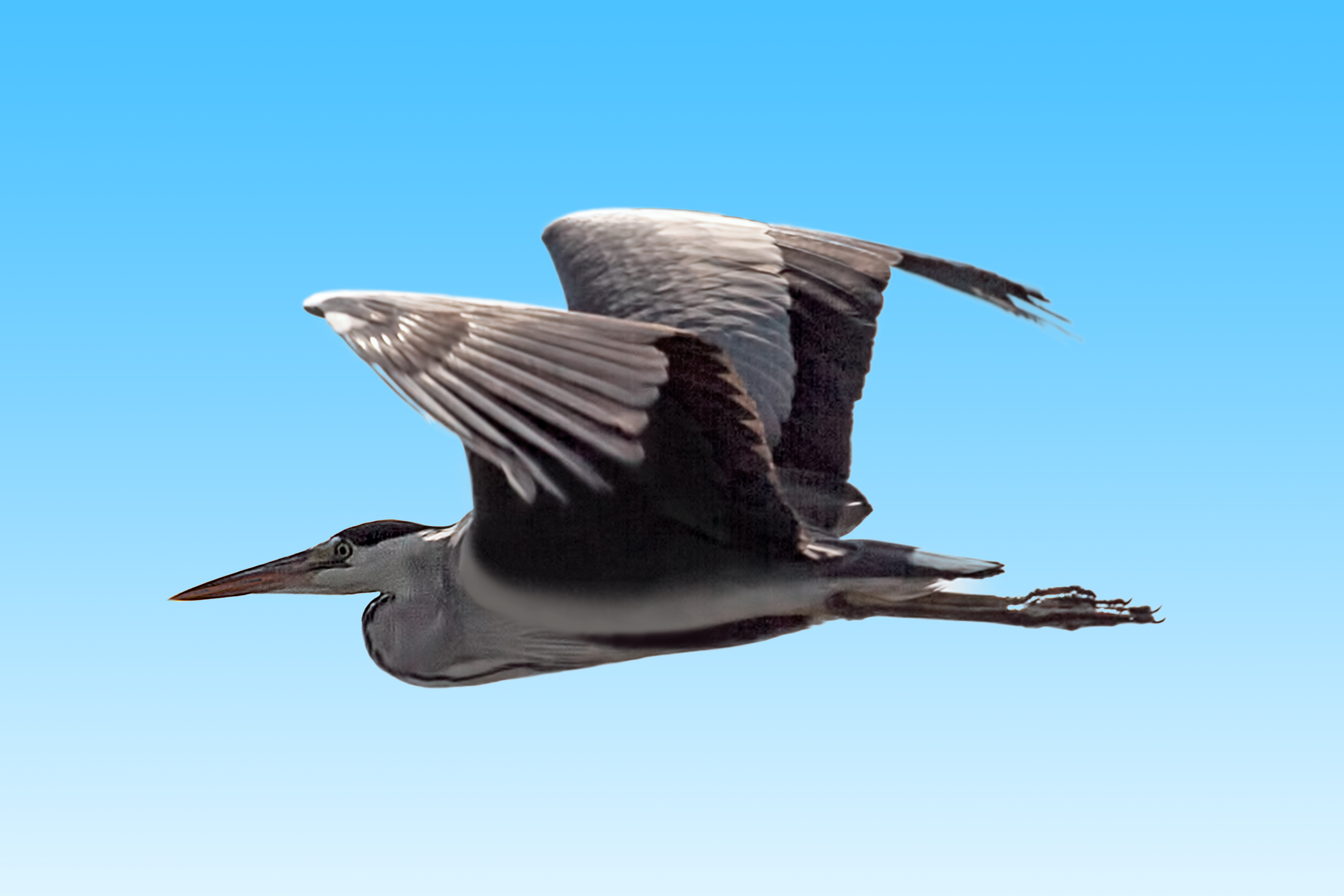
Летящая цапля (Швеция). Хорошо заметна сложенная и втянутая шея.

Летящую цаплю нетрудно отличить от других крупных птиц. Она складывает шею в виде латинской буквы S, так что голова оказывается на спине, и вытягивает ноги далеко за обрез хвоста. В таком положении силуэт имеет горбатый вид, с выпирающим выступом, образованным изгибом шеи. В сравнении с цаплей, у аистов и журавлей, в частности у аналогично окрашенного серого журавля, шея прямая и голова далеко выступает от остальной части тела. При взлёте цапля, особенно вспугнутая, делает быстрые взмахи крыльями, при этом ноги болтаются в воздухе. Взлетев достаточно высоко, птица переходит на медленный и плавный полёт, с размеренными движениями крыльев. Изредка она пари́т. Голос цапли обычно слышится именно на лету. Во время полёта группы цапель часто образуют клин или линию.
Половой диморфизм у серой цапли выражен слабо. Оба пола практически неотличимы друг от друга даже с близкого расстояния. По внешнему виду их можно уверенно распознать лишь при сравнении размеров: если длина крыла цапли больше 465 мм или клюв длиннее 125 мм, то это безусловно самец; если крыло короче 439 мм или клюв короче 109 мм, то птица — наверняка самка.

### Оперение и его окраска
Окраска цапли также позволяет без труда выделить её среди птиц. В общих чертах, верхняя часть тела окрашена в сизовато-серый цвет различных оттенков, нижняя сторона — грудь, брюхо и подхвостье — серовато-белые. Голова белая, поверх глаз в направлении затылка идут серовато-чёрные полосы, которые сзади соединяются и переходят в чёрный хохол из нескольких удлинённых перьев. Шея серовато-белая с чёрными пятнами, образующими 2—3 продольные полосы. Первостепенные маховые перья крыльев также чёрные, но при этом в сравнении с перьями головы имеют более блёклый вид из-за покрывающего их порошка, которым птица натирает перья. Второстепенные маховые, как и спина, сизо-серые. Лопаточные перья удлинены в виде узких косиц, бахромой свисающих на крылья и спину. Окраска косиц обычно более светлая, чем спины: имеет оттенки от светло-серого до белёсого. Перья на горле и груди удлинены и становятся ещё более длинными в брачный период, образуя подвес, который особенно хорошо заметен у сидящей птицы. 

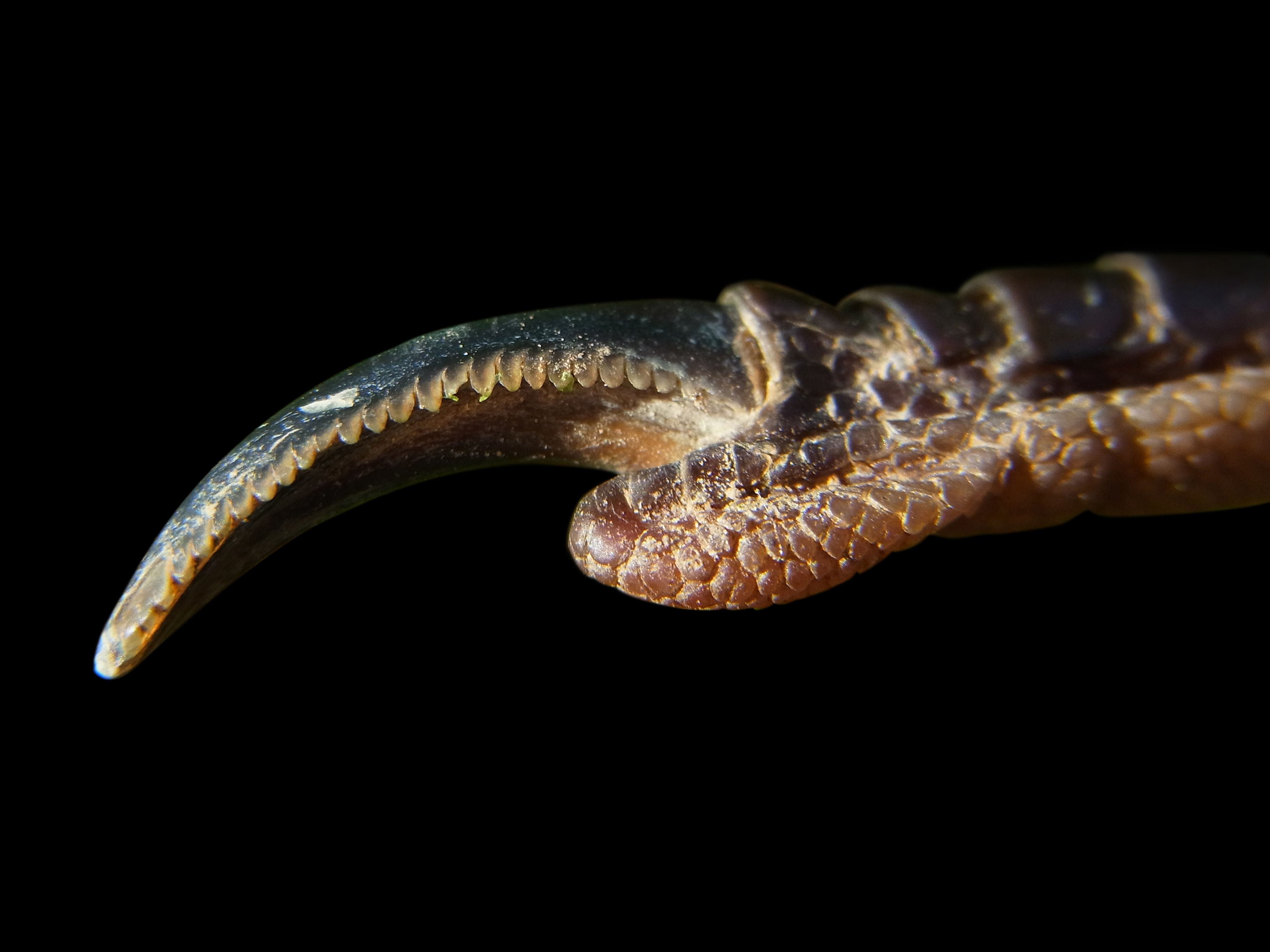
Коготь среднего пальца цапли, используемый для ухода за оперением

Вдоль боков туловища развиты широкие чёрные полосы. Когда у цапли сложены крылья, в районе кистевого сгиба перья образуют выделяющееся чёрно-белое пятно. Хвост серый. Для наблюдателя, мало знакомого с цаплей, отличить её от журавля легко благодаря отсутствию на хвосте длинных изогнутых покровных перьев. На груди, брюхе и в паху концы перьев постоянно обламываются и крошатся на микроскопические чешуйки, образуя своего рода пудру, которой цапля смазывает перья во избежание их слипания под воздействием постоянно попадающей на тело слизи поедаемых рыб (это так называемые пудре́тки, имеющиеся у всех цапель и некоторых других семейств птиц). Эту пудру цапля наносит при помощи удлинённого и зазубренного когтя среднего пальца.
Специалисты, изучавшие цапель в Испании, писали о четырёх стадиях развития окраски серой цапли в зависимости от возраста.
- Молодь — с полностью серой головой, без чёрных перьев.

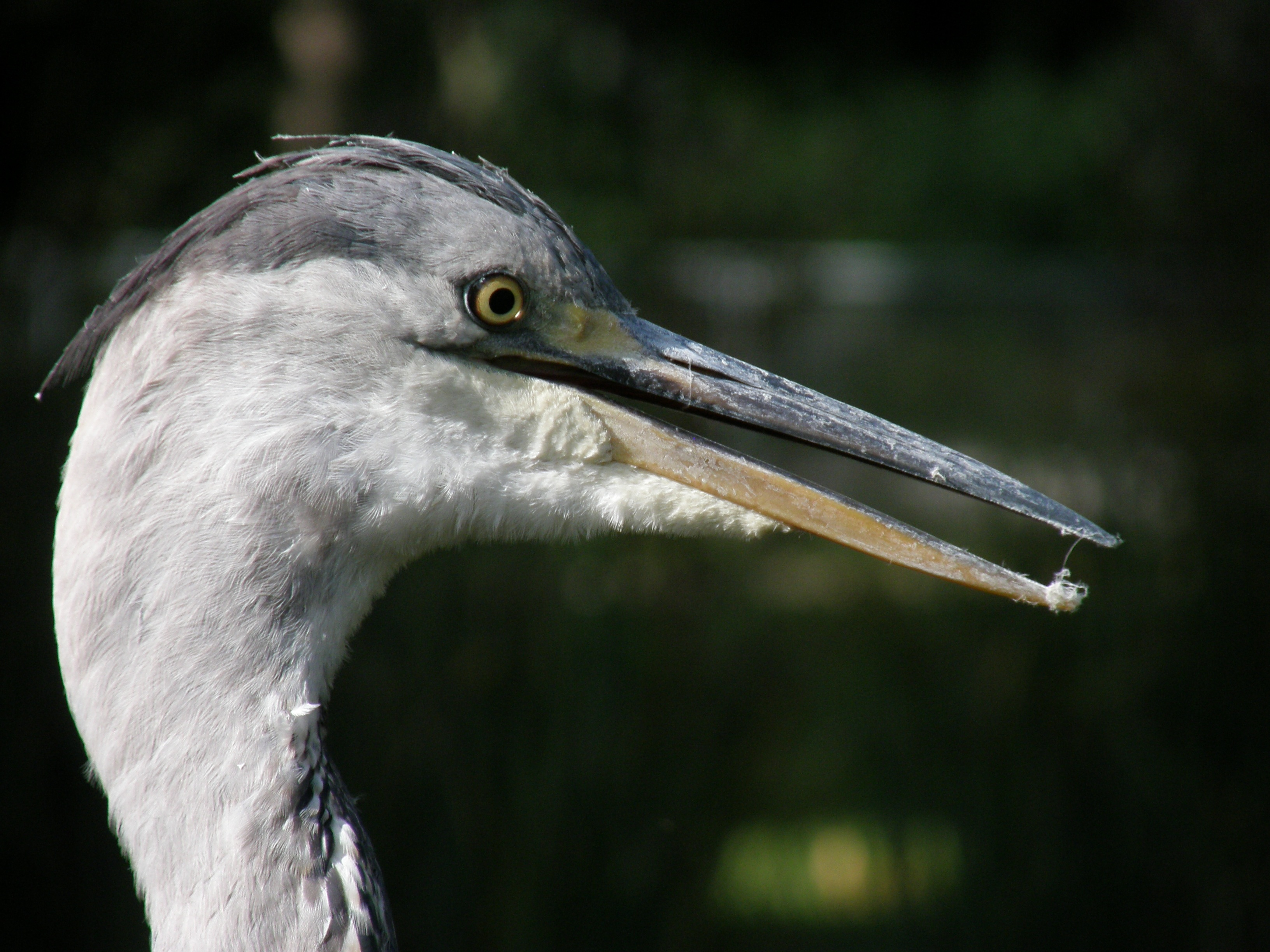
Голова молодой цапли

- Птицы в конце первого года жизни и начале второго. Верх головы серый, с чёрными полосками, затылок черноватый, но при этом чёрные перья короче, чем у взрослых особей.
- Птицы во второй половине второго года жизни и в начале третьего. Имеют такой же тип окраски, как у взрослых птиц, но лоб полностью серого цвета и количество белых перьев на темени невелико.

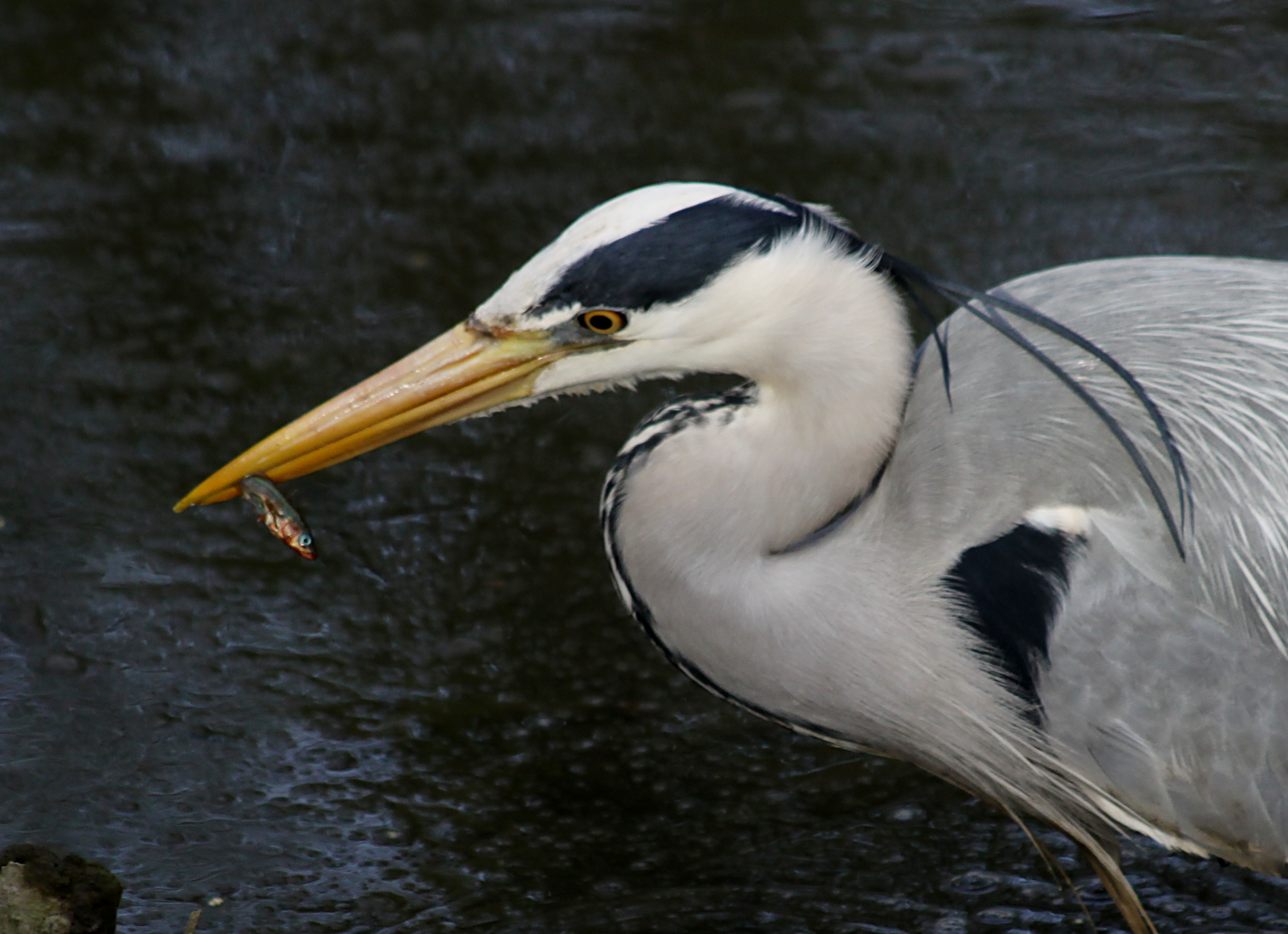
Голова взрослой цапли

- Взрослый окрас, появляющийся в середине третьего года. У отдельных взрослых птиц верх головы может быть полностью серым, но затылок обязательно белый.

## Распространение

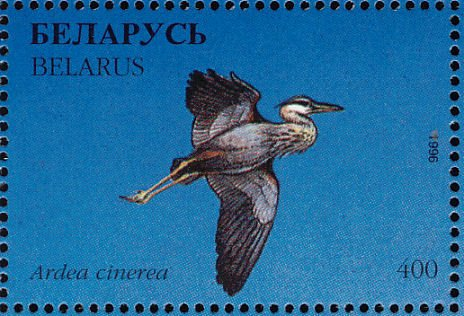
Почтовая марка Беларуси, 1996

В совокупности гнездовая и зимняя области распространения серой цапли охватывают большую часть Старого Света к северу до средней тайги, за исключением высокогорий Европы и безводных пустынь Центральной Азии.

### Гнездовой ареал
Основной участок ареала ограничен с юга узкой полосой вдоль африканского побережья Средиземного моря и границами материка в Южной и Юго-Восточной Азии. Спорадично гнездится в Восточной, Юго-Восточной и Южной Африке, а также на Мадагаскаре, Шри-Ланке, Мальдивах и Больших Зондских островах. Как правило, не поднимается в горы выше 1000 м над уровнем моря. Среди исключений называют Армению, где птиц наблюдали на высоте до 2000 м над уровнем моря, и историческую область Ладакх на севере Индии (3500—4000 м над уровнем моря). По оценкам международной организации BirdLife International, площадь гнездового ареала составляет более 62 млн кв. км.
На равнинах Западной и Центральной Европы гнездится почти повсеместно, где имеются подходящие водоёмы. В Скандинавии вдоль побережья Северного Ледовитого океана поднимается до 68-й параллели, однако отсутствует во многих внутренних районах с горным арктическим климатом. Стабильно гнездится лишь в южной трети Швеции и на юге Финляндии. В Великобритании обычна на большей части страны, за исключением горных районов северной Шотландии, где среднее значение температуры в январе опускается ниже 3 °C. На территории России северная граница ареала начинается в районе Санкт-Петербурга, после чего плавно опускается к югу и заканчивается на Сахалине. В европейской части она проходит через Ленинградскую, Вологодскую, Кировскую и Пермскую области, в Западной и Средней Сибири — примерно вдоль 60-й параллели, в бассейне Лены — в области среднего и нижнего Вилюя, восточнее — через долину нижнего Алдана и устье Амура. Изолированный участок отмечен в районе Якутска. Наибольшей плотности поселений цапля достигает в низовьях полноводных рек, таких как Волга, Дунай, Днепр, Днестр.
В Азии цапля гнездится в Турции, северном Иране, Пакистане, отчасти республиках Средней Азии, Монголии, северном Китае, Корее, Японии к югу до Сикоку, Южной и Юго-Восточной Азии до Явы включительно. Она определённо отсутствует на Аравийском полуострове, в южном Иране, в горных системах и безводных пустынях внутренних областей. На африканском континенте ареал сильно разорван, зачастую представляет собой разрозненную мозаику. Называют небольшие участки на северо-западе континента в виде узкой полосы вдоль побережья Средиземного моря от северного Марокко до Туниса, в Египте (долина Нила, побережье Красного моря), Нигерии, Уганде, на юге и юго-востоке континента. Изредка встречается в западной части Африки.

### Сезонные перемещения
Характер перемещений в умеренном поясе достаточно сложный, склонность к зимней миграции возрастает с юга на север и с запада на восток. Кроме сезонных перелётов, для вида характерен высокий уровень рассеивания по окончании гнездового периода, особенно среди молодых птиц. На Британских островах подавляющая часть птиц остаётся зимовать в радиусе до 200 км от родной колонии, не покидая водоём даже на время его замерзания. В южной Англии часть птиц пересекает Ла-Манш и зимует на западе Франции, реже в Бельгии, Нидерландах, совсем редко в Испании. Строго перелётной считается популяция Норвегии: гнездящиеся там птицы зимуют преимущественно на Британских островах, в меньшей степени в континентальной части Западной Европы. В более южных регионах склонность к перелёту уменьшается: от 70 % в Швеции и Дании до 25—45 % в Центральной и Восточной Европе В средней и южной Европе цапли ведут оседлый образ жизни, однако в холодные зимы могут откочёвывать к югу, при этом не покидая традиционных мест обитания.
Птицы, гнездящиеся на территории России, являются типичными мигрантами на дальние расстояния. Анализ кольцевания показывает, что места их зимних стоянок разбросаны на огромной площади. Из Европейской части и Западной Сибири значительная часть птиц перемещается в Африку к югу от Сахары, в частности в Сенегал, Гвинею, Сьерра-Леоне, Мали, Буркина-Фасо, Того, Нигерию, южный Египет. Другая часть не совершает столь дальних перелётов и зимует в различных странах Европы либо ещё ближе — в низовьях рек, впадающих в Чёрное море, в Северном Причерноморье, Крыму, иногда в дельте Кубани. В Ставрополье это также обычный зимующий вид. Цапли, размножающиеся в дельте Днепра и Крыму, в зимнее время были обнаружены в Италии и Греции, а также на западе африканского континента. Среднеазиатские популяции отлетают зимовать в Индию и Китай, восточносибирские — в Индию, Японию, Южный Китай.
В Южной и Юго-Восточной Азии, на островах Малайского архипелага и в Африке цапли ведут оседлый либо кочевой образ жизни, не покидая традиционных мест обитания. Залётных птиц иногда наблюдают на Фарерских островах, Шпицбергене, Исландии, Гренландии, на острове Вознесения. Единичные случаи были отмечены на Мартинике, Малых Антильских островах, Тринидаде и в Бразилии.

### Места обитания

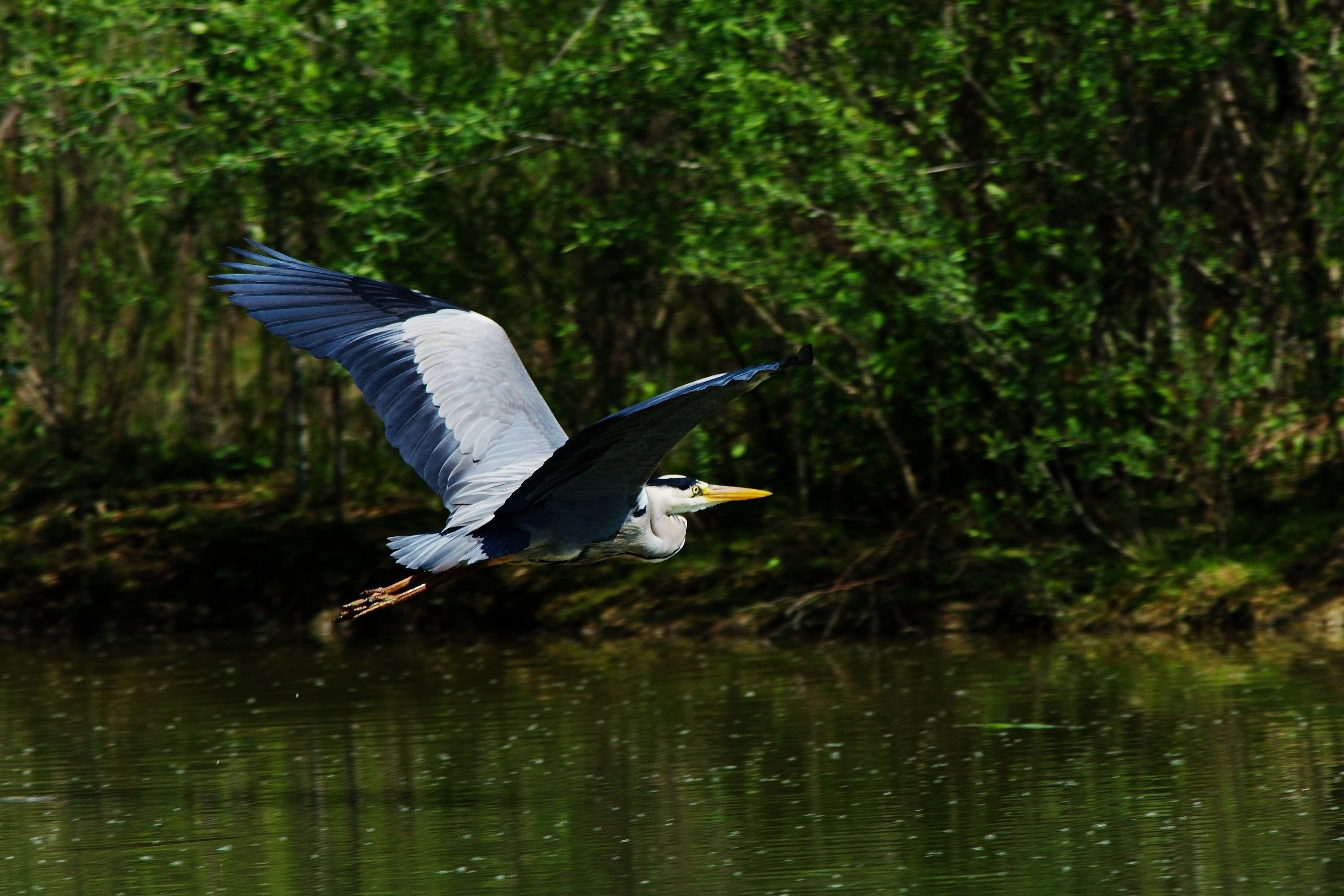
Цапля в типичном биотопе (Италия, близ Венеции)

На всем ареале своего обитания серая цапля тяготеет к водоёмам. В основном цапля живёт у пресной воды, но встречается и у моря, у солёных и солоноватых озёр. Крайне желательно, чтобы водоём имел мелководные места, где цапля могла бы кормиться, заходя в воду. Это подметил ещё известный немецкий натуралист Альфред Брем, писавший в своём труде «Жизнь животных» (1860-е годы):
Единственное условие для выбора места — то, что вода должна быть мелкой. Эта цапля встречается на самых маленьких полевых прудах, на канавах и лужах, а также, по крайней мере зимой, на мелких морских бухтах и береговых озёрах; но она всё-таки предпочитает воды, поблизости от которых находятся леса или по крайней мере высокие деревья; на последних она обыкновенно отдыхает.
Специалисты Международного союза охраны природы (МСОП) подчёркивают, что непременными условиями для обитания и гнездования серой цапли являются наличие мелководных водоёмов, хорошая кормовая база в виде достаточно крупной добычи и климат, обеспечивающий 4—5 месяцев свободы водоёмов ото льда. Серые цапли хорошо приспосабливаются к самым разнообразным условиям. Этих птиц нет только в глухих лесных массивах. Если пищи достаточно, например, резко увеличилось количество мышей или (особенно в южных районах) появилась саранча, серая цапля может обходиться и без водоёмов.

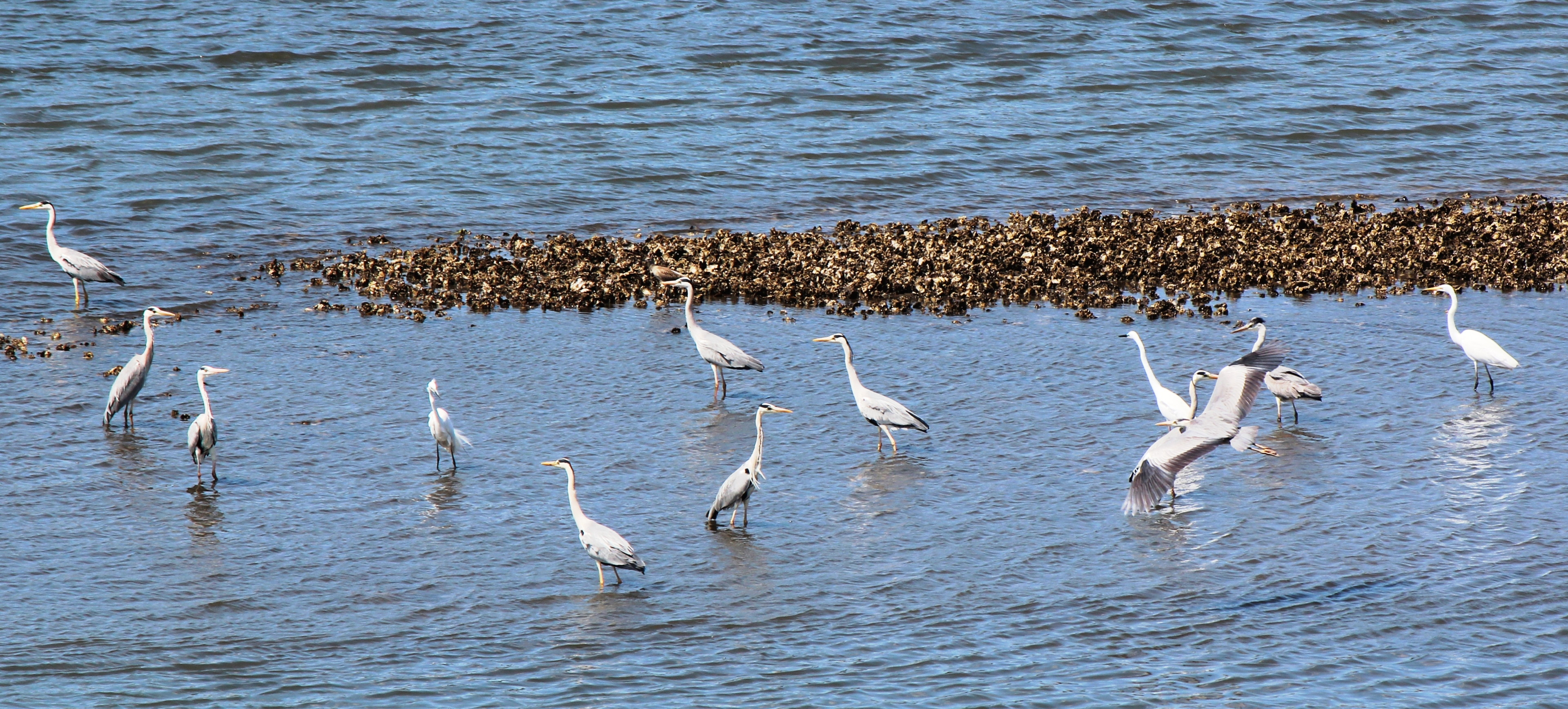
Серые цапли подвида A. c. jouyi на морском берегу в Японии (префектура Фукусима)

Большинство этих птиц поселяются в отдалении от человеческих поселений, однако, поскольку при выборе места для гнездования серые цапли предпочитают поселяться вблизи хорошей кормовой базы, гнездовые колонии иногда размещаются на рыборазводных прудах, вблизи сельских поселений или на окраине городов. Например, на Северном Кавказе основными местами концентрации серой цапли на гнездовье в настоящее время являются районы прудового рыбоводства и рисосеяния. Там, где цаплю не преследуют, она привыкает к человеку, может гнездиться даже в центре крупных городов Европы, например, в Стокгольме, Амстердаме, или Африки — Найроби, Момбасе.

## Образ жизни

### Общие особенности

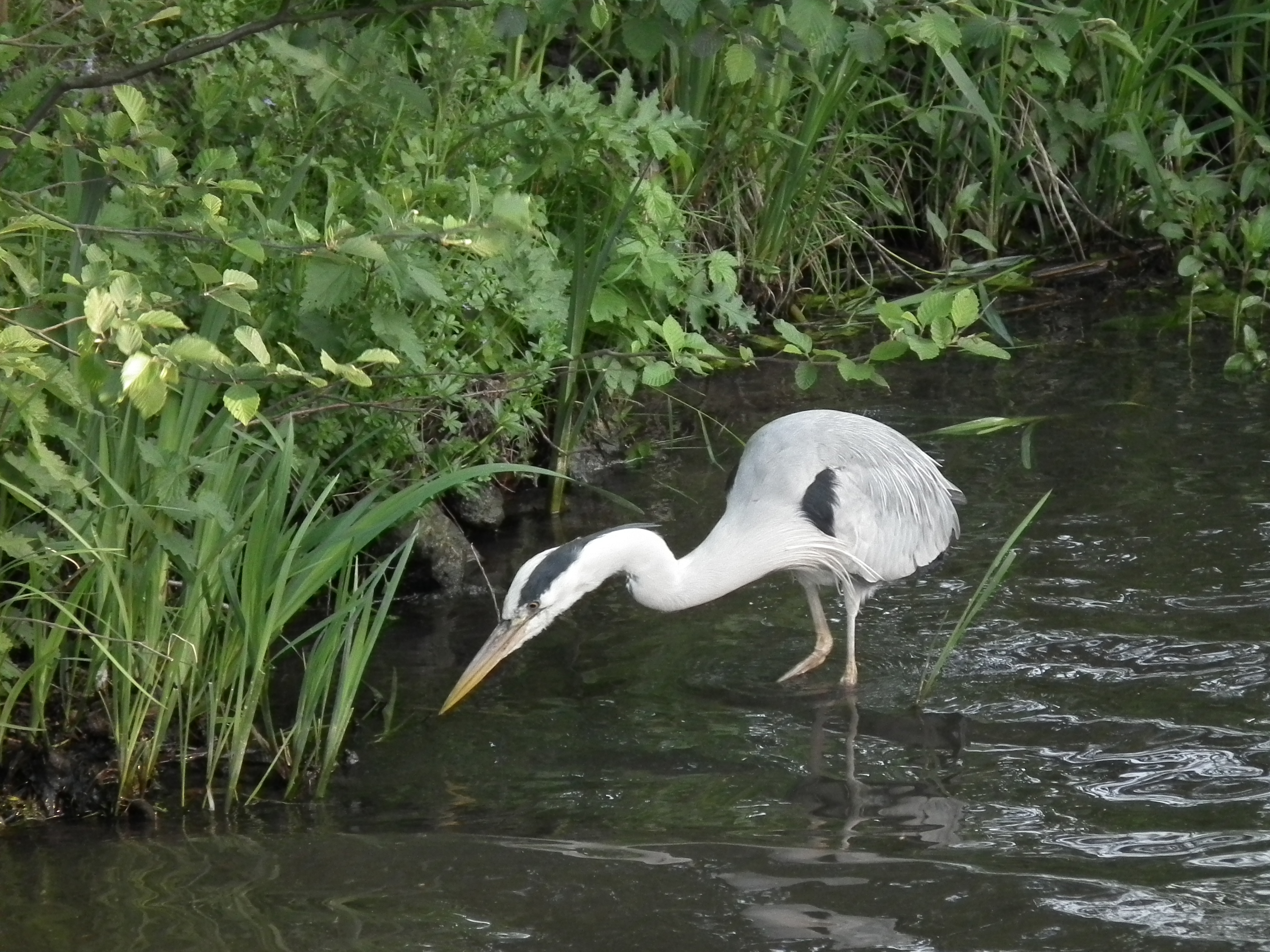
Типичная поза цапли, высматривающей добычу

Серая цапля обычно гнездится группами, или колониями. Чаще всего в колонии бывает 10—20 гнезд, иногда больше. Обычно в большинстве районов обитания цапель в самых больших колониях бывает не более 200 птиц, однако в исключительных случаях их число может приближаться к 1000. В Европе крупнейшие современные колонии цапель превышают 1 тыс. гнезд. В то же время довольно часто цапли гнездятся отдельными парами. Во многих местах цапли образуют самостоятельные колонии, в других — гнездятся совместно с цаплями других видов, бакланами, колпицами, ибисами, каравайками. Колонии, состоящие только из серых цапель без других птиц, свойственны северным частям ареала (в частности, Средней полосе России). Тем не менее, в этих районах к колониям цапель могут присоединяться отдельные пары хищных птиц, таких как крупные и мелкие соколы (сапсан, пустельга, чеглок), иногда беркут, ушастая сова, а также серые вороны и грачи.
Серую цаплю нельзя назвать ни дневным, ни сумеречным, ни ночным видом. Птицы активны в разное время суток и их можно наблюдать охотящимися и днём, и ночью. Время активности и предпочитаемые цаплями места добычи пищи различаются в разных местностях. Наблюдения над цаплями в Великобритании (1961 год) показали следующее. Взрослые кормятся сами и добывают пищу для потомства, улетая за кормом в ранние утренние часы с 02:30 до 05:35, а вечером — с 21:00 до 23:00. Днём они собирают добычу в поле или на мелководье; при этом цапли не улетают далеко от гнездовой колонии. В северо-западном Йоркшире зимующие серые цапли собираются в дневное время на полях. Они прилетают туда поодиночке, спустя час после рассвета, большинство около 09:00—10:00. Отлёт за кормом с полей начинается за час до наступления темноты. Установлено, что активность у цапель распределяется в среднем следующим образом: 77,5 % времени они бодрствуют (стоя) и охотятся, хотя непосредственно на процесс добычи пищи приходится всего лишь 0,7 % времени. 5,9 % времени цапли спят, 16,6 % — приводят в порядок оперение. Значительную часть времени цапля стоит, замерев, втянув шею и почти не двигаясь. Очень часто она стоит на одной ноге, поджав вторую.
Полная линька происходит у цапель один раз в году. В европейской части ареала обычно она начинается в июне, когда у основной части популяции заканчивается период размножения. Выпавшие первостепенные маховые можно найти на земле под деревьями в местах отдыха и сбора птиц на ночлег и в колониях, в течение всего лета и начала сентября. Линька контурного пера протекает медленно и, вероятно, заканчивается уже в районах зимовок.
Миграции птицы совершают обычно небольшими группами, по нескольку особей, но изредка собираются в стаи по 200—250 голов. На перелётах одиночные цапли встречаются весьма редко. Перелётные цапли летят обычно на большой высоте, как ночью, так и днём. Осенью они предпочитают лететь после вечерней зари и останавливаться на дневку ранним утром.

### Питание

#### Общая характеристика
Серая цапля — исключительно животноядная птица. Это активный и очень прожорливый хищник, поедающий практически всех животных, с которыми в состоянии справиться. Пищевой рацион серой цапли очень разнообразен, она меняется в разные сезоны и годы в зависимости от наличия массовых кормов. С учётом тяготения цапли к водоёмам основу её рациона повсеместно составляет рыба (в основном не длиннее 25 см и весом до 500 г) и различные водные позвоночные, насекомые, моллюски, ракообразные и др., однако цапли в больших количествах поедают и сухопутных животных — мелких грызунов, ящериц, змей, жуков, саранчу. Непереваренные остатки съеденных животных (кости, шерсть, хитиновый покров и т. д.) отрыгиваются в виде спрессованных комков, т. н. пога́док (как и у всех цаплевых).
Охотничьи приёмы серой цапли достаточно разнообразны. Отдельные особи могут иметь индивидуальные предпочтения в методах добывания пищи. Во время кормёжки цапля может спокойно поджидать добычу, или же медленно расхаживать, выжидая её. Сообщается, что цапля применяет своеобразный метод привлечения добычи, раскрывая крылья и затеняя ими небольшой участок поверхности воды. Цапля может также затенять воду крыльями для того, чтобы лучше видеть то, что происходит под водой. Раскрытые крылья используются цаплей, чтобы выпугнуть добычу в нужное место. Птица может выпугивать рыбу и мелких животных ногами, взбалтывая ими воду и взмучивая донную грязь. Заметив жертву, цапля резким и очень быстрым броском выпрямляет шею и хватает добычу. Описано, что цапли нередко воруют добычу у других птиц, охотящихся поблизости, — чаек, бакланов, выпей. Однако они сами могут становиться объектом подобного грабежа со стороны соседей, причём часто сравнительно мелких, таких как воро́ны.

Анимированное фотоизображение серой цапли (Италия)

После того, как жертва схвачена, птица перебрасывает её в клюве так, чтобы расположить вдоль клюва и затем проглотить головой вперёд. Добыча заглатывается, по одним данным, всегда целой, по другим данным, крупную добычу цапля может разорвать на несколько частей. Поймав крупную добычу, цапля часто треплет её, долбит и бьёт клювом, чтобы умертвить или разломать кости. В 2008 году в Нидерландах наблюдали, как цапля поймала и съела крольчонка довольно крупного размера. Птица, схватив зверька за ухо, полетела с ним к воде, затем опустила клюв с зажатой в нём жертвой в воду и ждала, пока крольчонок не захлебнулся, только после этого заглотав его целиком.
Цапли совершают весьма дальние перелёты к местам кормёжки. По данным исследований в Нижегородской области, цапли одной колонии посещали водоёмы находившиеся как в непосредственной близости (около 250 м от гнездовий), так и расположенные на расстоянии до 30 км.

#### Рацион

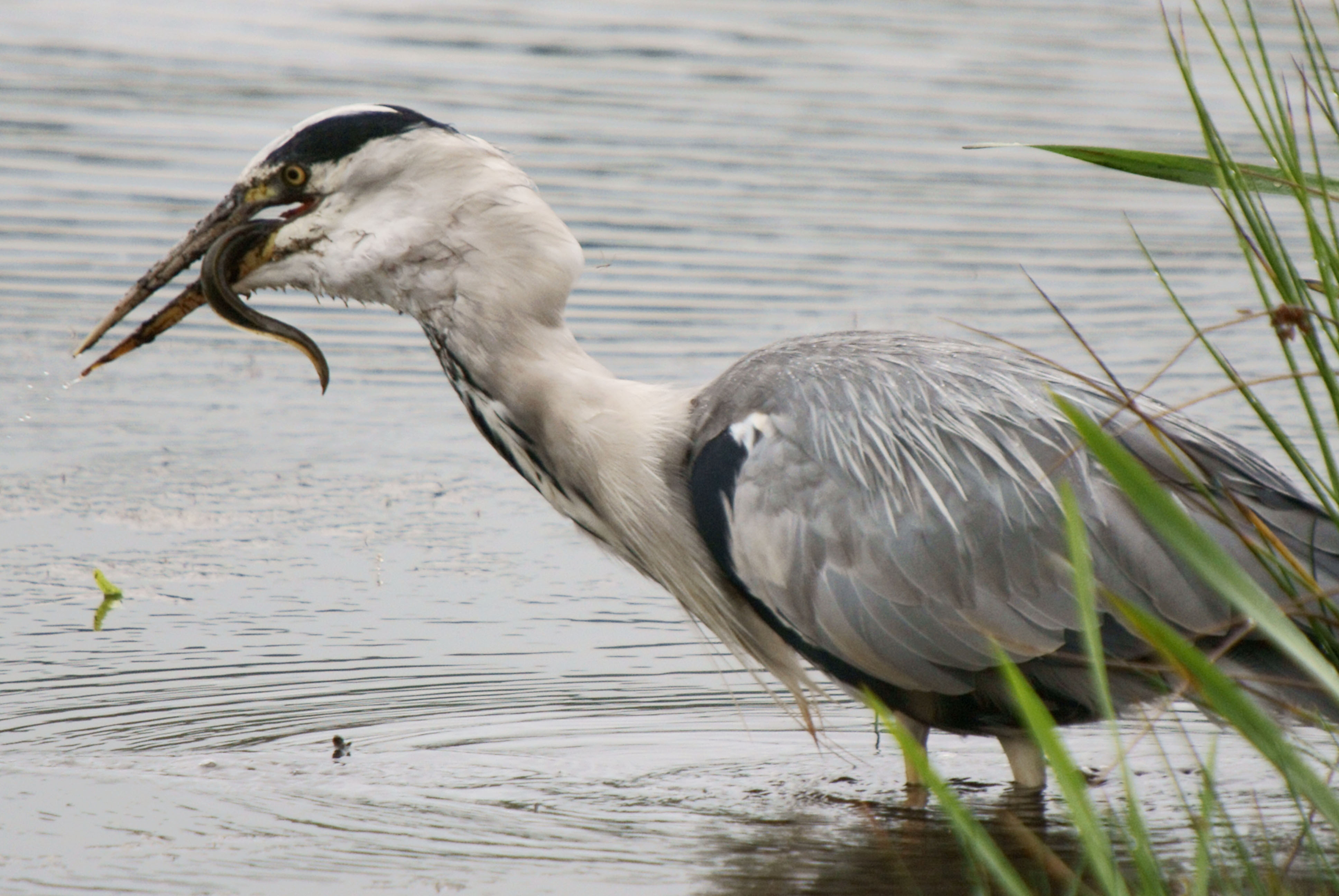
Цапля, заглатывающая угря (Англия)

Обширные российские и советские исследования всей первой половины XX века говорят о значительном разнообразии поедаемого цаплей животного корма, при этом отмечается, что состав пищи меняется по сезонам и в различных географических частях ареала. Данные этих исследований весьма полно характеризуют рацион цапли. Так, на территории Молдовы отмечались случаи поедания мышей и сусликов (по данным 1915 года в пищеводе одной добытой в тех местах птицы было обнаружено сразу три суслика). В Харьковской области основу питания цапель составляли лягушки, головастики, жабы, ящерицы и мыши. Изучение цапель в районе Запорожья показали следующее: основная пища — рыба, лягушки, ящерицы и насекомые, но ранней весной прилетевшие цапли регулярно вылетали в степь и ловили там сусликов; молодые суслики поедались цаплей также и летом. В Астраханском заповеднике серые цапли поедали лягушек, рыбу, водяных крыс, мышей, а в период вскармливания птенцов — змей (ужей), крупных насекомых и их личинок. В Азербайджане (район Ленкорани) основная пища в летнее время — мелкая рыба, а в зимнее время цапли поедают там как рыбу (кутум, лещ и другие карповые, мелкие щуки), так и грызунов (крыс, мышей), лягушек, водяных насекомых и, вероятно случайно, заглатывают части растений. В годы изобилия полёвок (в исследованном случае — общественной полёвки) цапли охотятся за ними в степи у кустов ежевики. На восточном берегу Каспия в теплое осеннее время большое значение в питании серых цапель имеют рыбы бычки. Позднее, когда бычки отходят от берега, цапли в указанных районах кормятся почти исключительно раками (узкопалым и широкопалым речными раками), выброшенными волнами на берег. Изредка добычей цапли могут быть кроты. Там, где цапля соседствует с человеческими поселениями (особенно в крупных городах) она может питаться отбросами. Иногда в европейских городах она посещает зоопарки, подбирая корм, предназначенный для их обитателей.
В низовьях Сырдарьи основная пища — мелкая рыба. Во время подсыхания водоемов цапли собираются там около сохранившихся ям с водой, переполненных мелкими карпами. В Приморье у гнёзд цапель были обнаружены остатки бычков, косаток, мелких сомов от 15 до 18—25 см длиной. В поисках пищи в районе озера Ханка птицы посещали мелководные протоки, окна в болотах, грязевые и песчаные берега. В степных и лесостепных районах в годы, богатые саранчой, цапли на некоторое время полностью переключаются на этих насекомых. Что касается других насекомых, то, судя по хитиновым остаткам, обнаруженных в желудках добытых цапель, птицы поедают цикад, крупных стрекоз («коромысло») и их личинок, крупных кузнечиков.
Ещё в 1852 году английские учёные приводили сведения о том, что на островах Индийского океана цапли пытались нападать на нелетающих птиц — белогорлых пастушков). Оставалось доподлинно неизвестным, поедали ли цапли этих сравнительно крупных птиц, но они наносили им клювом раны при нападениях. Это подтверждено исследованиями 2008 года. Белогорлый пастушок является самой крупной из известных птиц, на которых охотится серая цапля.

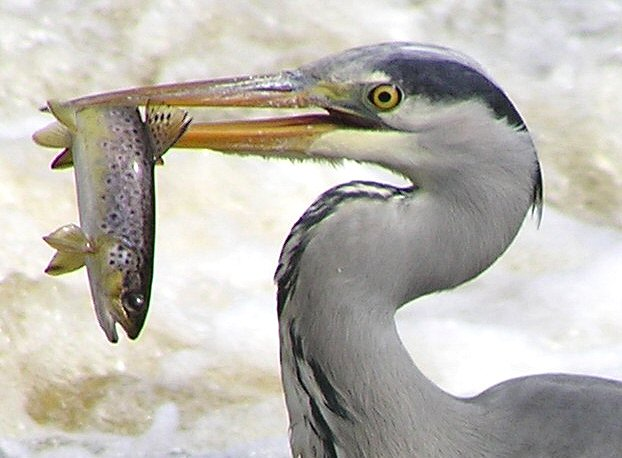
Цапля, схватившая рыбу (Бангладеш)

Подробное изучение рациона цапель у одного из рыбоводческих хозяйств в Нижегородской области (2001 год) дало следующие результаты:
Обозначения
- Экз. — количество экземпляров (шт.)
- Размеры — средние размеры экземпляров (см)
- % — доля в процентах данного вида корма в рационе за сезон

| №   | Виды корма                                   | Экз. | Размеры | %     |
| --- | -------------------------------------------- | ---- | ------- | ----- |
| 1.  | Речной окунь (лат. Perca fluviatilis)        | 149  | 6,2     | 60,4  |
| 2.  | Вьюн (лат. Misgurnus fossilis)               | 20   | 8,5     | 8,1   |
| 3.  | Серебряный карась (лат. Carassius gibelio)   | 21   | 7,8     | 8,5   |
| 4.  | Уклейка (лат. Alburnus alburnus)             | 11   | 9,6     | 4,5   |
| 5.  | Обыкновенный пескарь (лат. Gobio gobio)      | 10   | 7,6     | 4,0   |
| 6.  | Золотой карась (лат. Carassius carassius)    | 8    | 11,0    | 3,3   |
| 7.  | Обыкновенная плотва (лат. Rutilus rutilus)   | 7    | 8,8     | 2,8   |
| 8.  | Головешка-ротан (лат. Perccottus glenii)     | 4    | 9,0     | 1,6   |
| 9.  | Усатый голец (лат. Barbatula barbatula)      | 3    | 8,7     | 1,2   |
| 10. | Щука (лат. Esox lucius)                      | 2    | 19,8    | 0,8   |
| 11. | Карп (лат. Cyrpinus carpio)                  | 2    | 17,0    | 0,8   |
| 12. | Верховка (лат. Leucaspius delineatus)        | 2    | 4,3     | 0,8   |
| 13. | Линь (лат. Tinca tinca)                      | 1    | 13,2    | 0,4   |
| 14. | Лягушка-чесночница (лат. Pelobates fuscus)   | 5    | 4,0     | 2,0   |
| 15. | Озёрная лягушка (лат. Pelophylax ridibundus) | 2    | 2,5     | 0,8   |
|     | Итого                                        | 247  | —       | 100,0 |

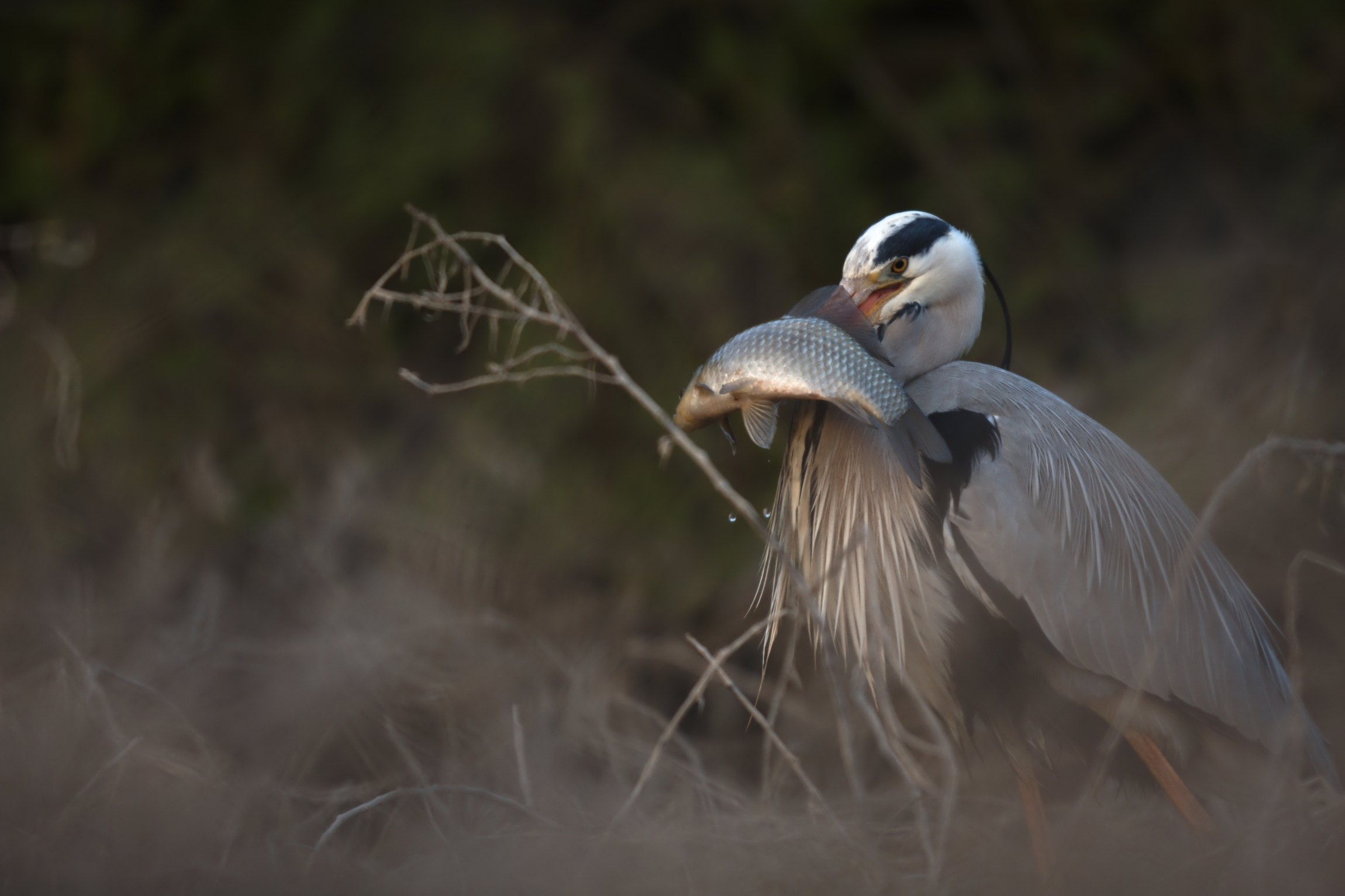
Цапля, поймавшая карпа. Хорошо видны длинные перья на груди и горле, характерные для брачного наряда.

Подтвердилось исключительное разнообразие видового состава поедаемой рыбы. Подчёркнуто, что в рационе цапли, особенно весной, важное место занимают грызуны, но определить видовой состав и количество поедаемых грызунов сложно, поскольку их кости почти полностью перевариваются цаплей. В погадках цапель были обнаружены части насекомых — прямокрылых, плавунцов, водолюбов. Весной под гнёздами были найдены комки отрыгнутой или потерянной цаплями икры амфибий. Отмечена пищевая специализация отдельных пар гнездившихся цапель: под одними гнёздами чаще находили остатки вьюнов, под другими — окуней. Такая специализация может быть объяснена постоянными местами кормёжки отдельных особей на различных водоёмах с преобладанием того или иного вида рыб.

#### Вопрос о вреде, наносимом цаплей
В разнообразных источниках можно встретить распространённое утверждение о том, что серая цапля, поедая в большом количестве рыбу, является значимым вредителем рыбного хозяйства, нанося ущерб поголовью ценной рыбы как в природных водоемах, так и в прудах, предназначенных для выращивания культивируемых видов рыбы. Подобные утверждения встречались на протяжении десятилетий; даже в 1986 году западноевропейские учёные утверждали, что серая цапля способна наносить серьёзный вред рыбоводческим хозяйствам.
Этот факт подтверждался серьёзными целенаправленными исследованиями. Так, крупные советские специалисты в 1970-е годы считали серую цаплю вредным видом, например, для рыборазводных водоёмов Украины. Было, в частности, установлено, что на Украине и вообще в целом в южных районах СССР от цапли страдали карповые и кефальные хозяйства (там, к тому же, цапля ловила рыбу в тёмное время, что затрудняло борьбу с ней). Было бесспорно отмечено, что серые цапли, особенно в послегнездовой период, когда начинаются кормовые миграции, в значительном количестве собираются именно на рыборазводных прудах и тогда поедают много молоди культивируемых видов рыб. В дельте Кубани в добыче серой цапли была значительна доля ценных, специально выращиваемых видов, из которых 84 % составлял карп, 12 % белый и 4 % — пёстрый толстолобик.
Тем не менее, после многолетних специальных исследований хозяйственного значения рыбоядных птиц, орнитологи пришли к выводу, что мнение о вредоносности всех видов цапель (и серой в том числе) на рыборазводных прудах было по большей части ошибочным. Об этом писали ещё в 1960—70-е годы. В упоминавшемся детальном исследовании питания серых цапель в Нижегородской области в 2001 году содержится однозначный вывод об отсутствии вреда для рыборазводческих хозяйств от этой птицы. Подчёркнуто, что в составе рациона цапель (см. таблицу, приведённую выше) превалируют либо малоценные хищные рыбы, либо не имеющие хозяйственного значения, либо пищевые конкуренты ценных видов. От регуляции численности этих рыб, составляющих основу питания серых цапель, рыбное хозяйство только выигрывает. В других исследованиях подсчитано также, что серые цапли съедают ничтожно мало — менее 0,0045 % от общего запаса в водоёмах сазана и также менее 0,0045 % тарани (хотя в общей сложности цапли могут уничтожать до 6—8 % общего поголовья рыб в водоёме). Утверждается, что то огромное количество хищных насекомых, лягушек и сорной рыбы, которое поедается цаплями, истребили бы в 1500 раз больше мальков, чем съедают те же цапли. Поэтому цапель нельзя считать вредными не только на природных водоёмах, но и в рыборазводных хозяйствах.
Точно к таким же выводам пришли западноевропейские специалисты. Согласно исследованиям на рыборазводных прудах в Верхней Лужице в Германии, серая цапля действительно приносит значительный ущерб рыбному хозяйству, но приносимый ею ущерб от поедания ценных пород рыбы уравновешивается тем, что она поедает в большом количестве рыб, пораженных лигулёзом. Таким образом, цапля становится замыкающим звеном в циркуляции носителей этой опасной болезни. В указанных рыбоводческих хозяйствах в Германии применяются различные способы отпугивания цапель от водоёмов. Несомненная польза от цапли выражается ещё и в том, что она поедает массу вредных насекомых. Однако местами серая цапля может служить рассадником так называемой чернильной болезни, или постодиплостомоза — опасного заболевания молоди карповых рыб.
В Средней полосе России вопрос о наличии или отсутствии вреда от серой цапли также не имеет однозначного ответа. В одной из колоний цапель под Казанью питание этих птиц состояло почти исключительно из рыб, добываемых на Волге и её притоках, но не на рыборазводных прудах, но в другой исследованной колонии среди добычи цапель неоднократно находили довольно больших (до 25—30 см в длину) щук, лещей и крупную плотву. Поэтому специалисты полагают, что цапли действительно могут наносить ущерб рыборазводным хозяйствам по всему Европейскому центру Российской Федерации, поедая молодь, выпущенную для разведения. Однако нельзя не заметить, что это возможно лишь при плохой охране прудов и отсутствии там людей. При появлении же на прудах людей, даже без оружия, цапли улетают. Отмечается, что нельзя сбрасывать со счетов и ценную санитарную роль цапель, вылавливающих прежде всего малоподвижных и нежизнеспособных особей.
Кроме того, большие колонии серой цапли (Ardea cinerea L.)  могут оказывать существенное влияние на биогеохимию почвы и растительность. Так, например, колония цапель на исследуемом участке, расположенном недалеко от южной окраины Республики Татарстан, на полуострове, образованном слиянием Волги, самой большой и длинной реки Европы, и её крупнейшего притока Камы, на берегу меньшей реки Мёша (приток Камы), после поселения примерно в 2006 году расширялась в течение 15 лет, что привело к интенсивному осаждению питательных веществ с фекалиями, остатками пищи и перьями, что значительно изменило местную биогеохимию почвы. Таким образом, наблюдались более низкие уровни рН в 4,5, в 10 и 2 раза более высокие концентрации фосфора и азота, а также в 1,2 раза расхождения в K, Li, Mn, Zn и Co. соответственно по сравнению с окружающей контрольной территорией леса.

## Размножение

### Формирование пар
Половая зрелость у самок цапли наступает в годовалом возрасте, у самцов в возрасте двух лет. Однако не все молодые птицы в этом возрасте приступают к размножению. Серая цапля — моногамная птица; образующиеся пары по одним данным постоянны, по другим — образуются лишь на один сезон.
В местах с умеренным и холодным климатом птицы приступают к постройке гнезда сразу же после прилёта, который в полосе умеренного климата происходит примерно в конце марта — начале апреля. В странах с тропическим климатом у цапель, не совершающих дальних сезонных миграций, ярко выраженного сезона размножения нет. В брачном наряде клюв цапли становится ярче обычной окраски — он розового или оранжевого оттенка, в отличие от серого в обычное время. Ноги цапли становятся столь же яркого цвета. Это касается в равной степени самцов и самок.

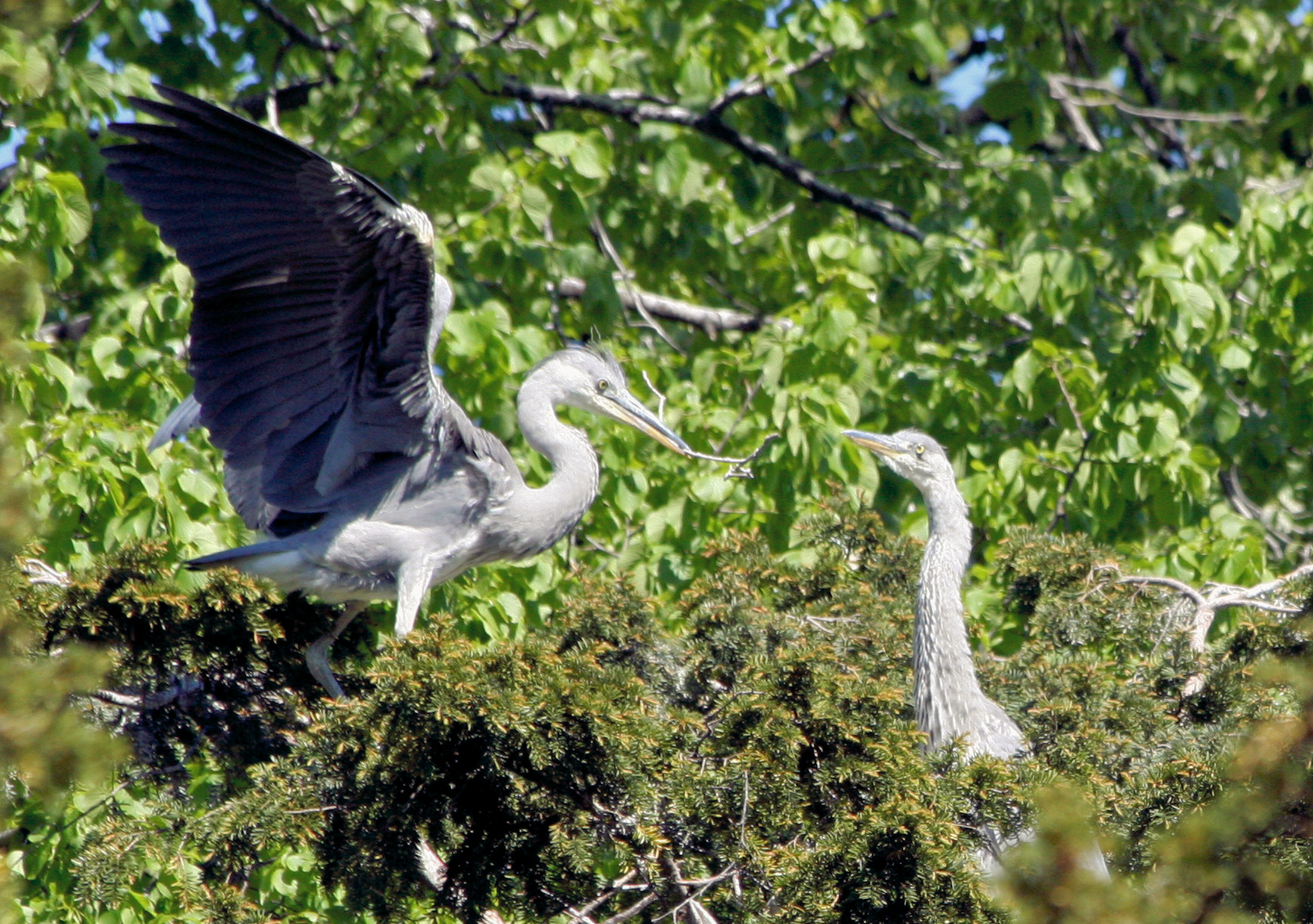
Пара цапель, строящая гнездо (Дания). Заметна яркая брачная окраска клюва.

Самец первым приступает к постройке гнезда и, проделав небольшую работу, начинает призывать самку. В это время самец, стоя на гнезде, раскрывает крылья, запрокидывает голову, направляя клюв вверх, и издает особые каркающие крики. Прилетевшую самку он сначала бьёт и отгоняет от гнезда, и такой ритуал повторяется несколько раз. Чем позже прилетит самка, тем охотнее и быстрее самец подпускает её. Если она прилетает через примерно две недели после начала постройки самцом гнезда, то пара образуется сразу, без ритуала отпугивания самки. Готовность к спариванию выражается в том, что самец начинает щипать клювом прутья, из которых сложено гнездо; если самка начинает в ответ проделывать то же самое, птицы спариваются и достраивают гнездо вместе.

### Устройство гнезда
Гнёзда цапля устраивает на высоких деревьях (на высоте до 50 м), а в случае их отсутствия — на крупных кустах или в заломах тростников и в таком случае часто на земле. В постройке гнезда участвуют и самец, и самка. Строительный материал приносится частично издалека, частично собирается поблизости. В конце этой работы самка подолгу остаётся в гнезде, защищая его от соседей и укладывая ветки, принесённые самцом. Достройка гнезда продолжается и в начале насиживания. При сооружении гнезда на деревьях и кустарниках основным материалом служат тонкие сухие прутья и ветки. В небольшом количестве используются также стебли тростника. Гнездясь в тростниках, цапли строят гнезда из стеблей этих растений, иногда выстилая лоток сухой травой. Описывалось, что в нижнем течении Сырдарьи птицы использовали для постройки гнезда ветки местных колючих растений, выкладывая их тонким слоем на основу из стеблей тростника. Такое гнездо отличается особой прочностью и не сбрасывается с камыша даже при сильных весенних ветрах.

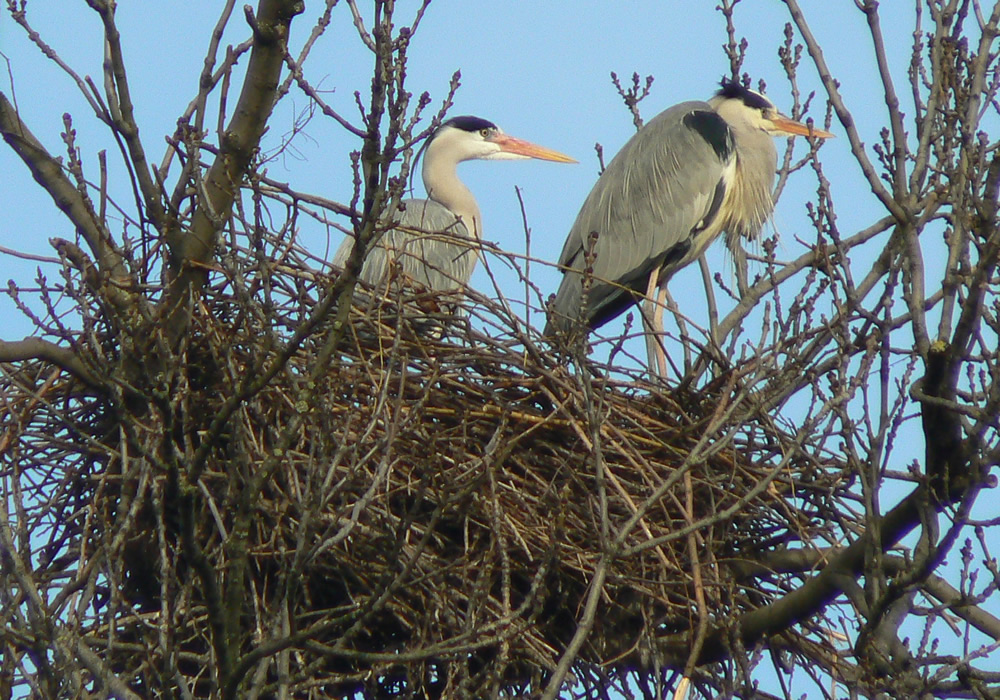
Цапли на гнезде (Лондон, Риджентс-парк)

Готовое гнездо имеет форму плоского конуса вершиной вниз. Это довольно небрежно сделанное сооружение, очень рыхлое, с просвечивающими стенками. Высота гнезда в среднем 50—60 см, диаметр 60—80 см, но эти цифры могут сильно различаться, преимущественно в зависимости от того, старое ли гнездо или новое. Поперечный диаметр у свежевыстроенных гнезд может быть 50 см, а у гнёзд, сильно растоптанных птенцами, — до 110 см. Точно так же различна и высота гнезда. Свежие гнезда со временем становятся более низкими и плоскими. В крупных гнездовых поселениях гнёзда, обычно построенные небрежно, бывают сравнительно малы и с плоским лотком. Напротив, гнезда птиц, гнездящихся изолированными парами, построены лучше. Самец ревностно защищает своё гнездо от других самцов. Отмечалось даже, что он может броситься на приблизившуюся самку, приняв её за самца.

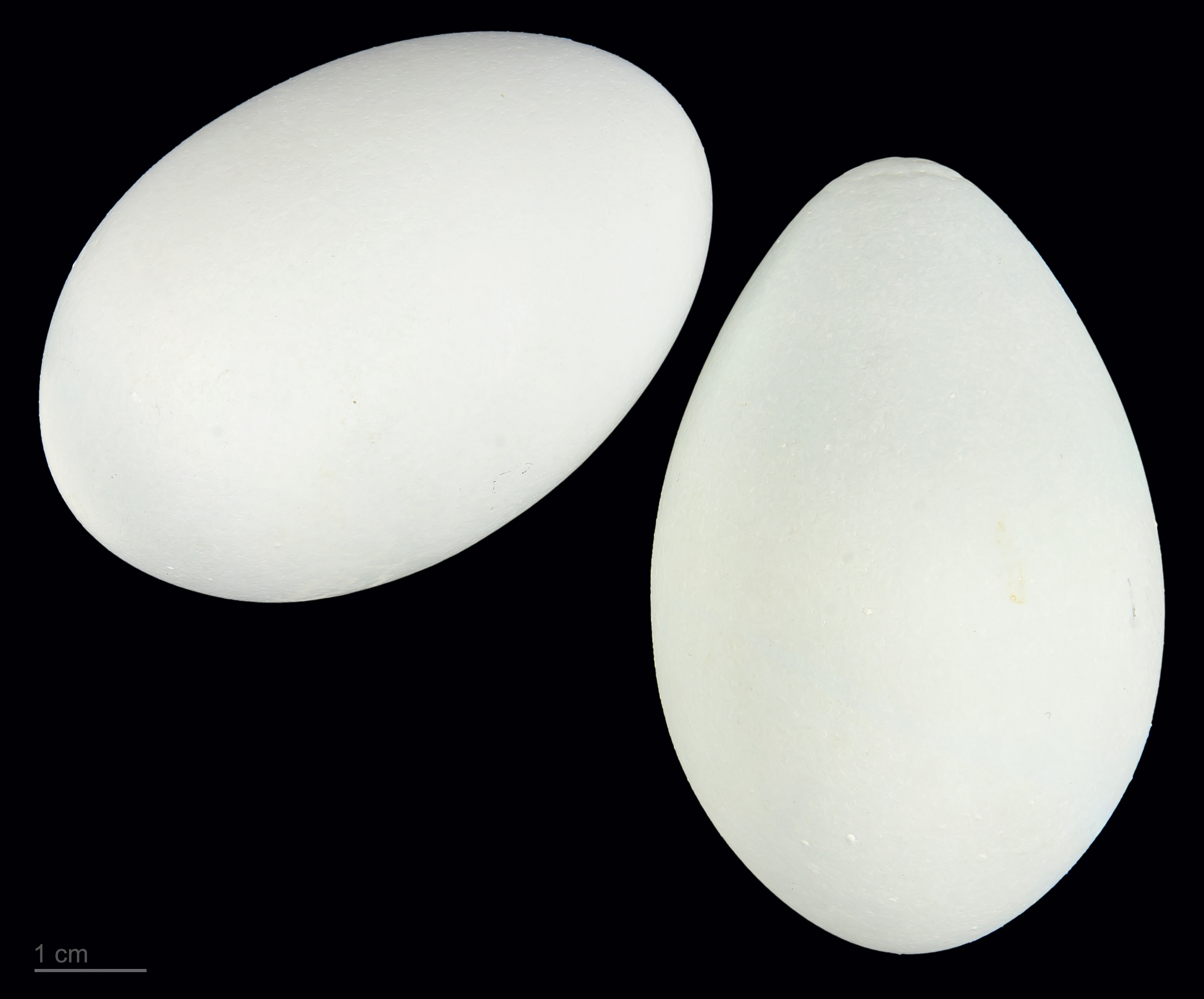
Яйца Ardea cinerea — Тулузский музей

Привязанность цапель к месту своего гнездования весьма сильная. Часто гнёзда используются в течение нескольких лет и ежегодно подправляются. Такие постройки помещаются как бы на высоком фундаменте и достигают более метра в поперечнике. Колонии цапель также чаще всего обитают на одном месте. Некоторые авторы 1970-х годов сообщали, что в Германии сохранилась колония цапель, возраст которой был не меньше 800 лет.

### Кладка яиц
Количество яиц в кладке от 3 до 9, чаще всего 5 либо 6. Размер яиц в среднем 59,8 × 43,7 мм, как крайние значения приводится 55,3—60,4 × 41,0—46,5 мм. Цвет яиц зеленовато-голубой, часто с белыми известковыми мазками. Интересно, что яйца цапли далеко не всегда имеют обычную «яйцевидную» форму, они нередко бывают в равной степени заострены с обоих концов. Скорлупа свежеснесённых яиц лишена блеска, но если яйца уже чуть насижены, скорлупа приобретает слабый блеск. Откладка яиц происходит с промежутком в двое суток, причём самка приступает к насиживанию сразу после откладки первого яйца. Поэтому выведшийся из первого яйца птенец всегда значительно крупнее последующих, и тем более последнего.
Насиживание длится в местах с умеренным климатом 26—27 дней, у цапель в тропических областях ареала этот срок сокращается до 21 дня. Насиживают оба родителя, но самка сидит в гнезде больше, чем самец.

### Развитие выводка

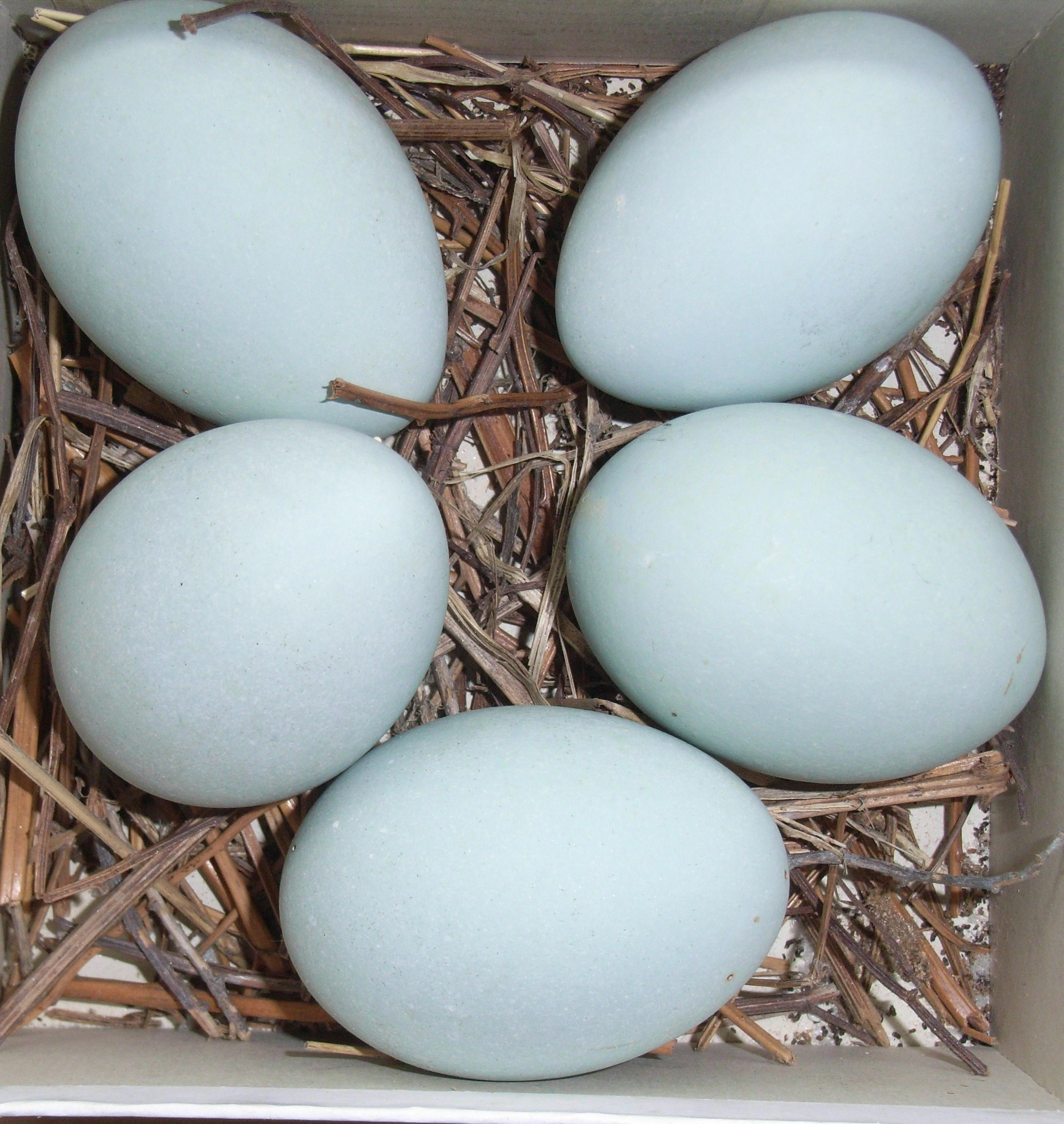
Яйца серой цапли

Как и у всех птиц отряда голенастых, выводок серой цапли — птенцового типа, то есть птенцы появляются на свет практически голыми и беспомощными (но зрячими) и с самых первых минут жизни требуют постоянной заботы. Они покрыты пухом, сероватым сверху, беловатым снизу тела, горло и брюшко у них голые; перья начинают расти на 7—9-й день. Только что вылупившийся птенец весит 40—45 г. Подобно другим голенастым, серые цапли выкармливают птенцов пищей, отрыгнутой из желудка. Пища, прежде чем попасть птенцам, обязательно должна быть уже полупереваренной. При выращивании птенцов в неволе, если им давали свежий, хотя и мелко измельченный, корм, у них начинались проблемы с пищеварением, но когда корм предварительно обдавали кипятком и добавляли в него ферменты, подобные пищеварительным, обмен веществ приходил в норму. Развитие птенцов цапли было достаточно хорошо изучено благодаря работам по их выведению в инкубаторе.
В неволе птенцы в суточном возрасте в среднем съедали 15,8 г кормовой смеси в день (41,9 % массы тела), в трёхдневном возрасте — 29,2 г (59,3 %). Первые пять дней птенцы в промежутках между кормлением только отдыхали и почти не двигались. В недельном возрасте у птенцов установилась собственная терморегуляция. С каждым днём цапли становились всё активнее. В первую неделю они только перемещались в гнезде на согнутых ногах, но в возрасте двух недель могли вставать на ноги и махать крыльями. У них активизировалась голосовая сигнализация в светлое время суток, издаваемые звуковые сигналы стали разнообразными. В кормовом поведении птенцов стали отчётливо заметны элементы охотничьего поведения цапель — выцеливание и стремительные броски для захвата корма.
Основной рост массы тела птенцов происходил до их подъёма на крыло. Наиболее интенсивно они набирали вес в возрасте 7—20 дней. Суточный прирост веса был примерно следующим: в первые двое суток — 15,1 % от массы тела, на 4-е сутки — 24,1 %, на 10-е — 33,8 %, далее прирост падал с 21 % до 13,6 %. Средний вес месячного птенца составил 1,1 кг, двухмесячного — 1,6 кг. В ходе развития птенцов рост отдельных частей их тела происходил с разной скоростью. До 20-дневного возраста развитие передних и задних конечностей проходило одинаково, но затем развитие крыла стало опережать рост ног и других частей тела. Это объясняется тем, что в природе цапли перемещаются в основном полётом, ноги же несут значительно меньшие нагрузки, поэтому к концу гнездового периода завершается в первую очередь формирование именно крыльев. После покидания птенцами гнезда рост других частей тела ещё какое-то время продолжается. На момент слёта с гнезда общий рост тела замедлился, молодняк внешне выглядел практически как взрослые особи. Окончательный уход молодых цапель в природу произошёл в возрасте 3 месяцев.
По наблюдениям на Рыбинском водохранилище, каждый из родителей приносил корм птенцам по три раза в день. Однако за одну кормёжку пищу получают не все птенцы. Сообщается, что при недостатке пищи старшие птенцы могут поедать младших, которые уступают им в размерах и силе. Хотя в целом это явление у серых цапель не носит массового характера, в некоторых популяциях (например, на острове Фуругельма в 110 км от Владивостока) оно вполне обычно. Распространено также и «нахлебничество», когда старшие птенцы отбирают пищу у младших, что приводит к истощению и часто гибели последних. Младшие птенцы часто погибают от побоев со стороны старших. Конкуренция за пищу проявляется у птенцов рано и отмечается до 35—36-дневного возраста. У птенцов могут отбирать корм не только старшие птенцы одного с ними выводка, но и молодые цапли из соседних гнёзд. В целом гибель птенцов цапли велика. По наблюдениям в колониях цапель на Рыбинском водохранилище она составляет 46—50 %.
Гибель птенцов происходит часто также и потому, что взрослые особи при тревоге часто оставляют гнездо. Вообще, несмотря на то, что у серой цапли отмечается высокий уровень агрессивности, для этой птицы в меньшей степени, чем для других цапель, характерны как индивидуальная, так и коллективная защита гнёзд и потомства.

## Голос и коммуникация

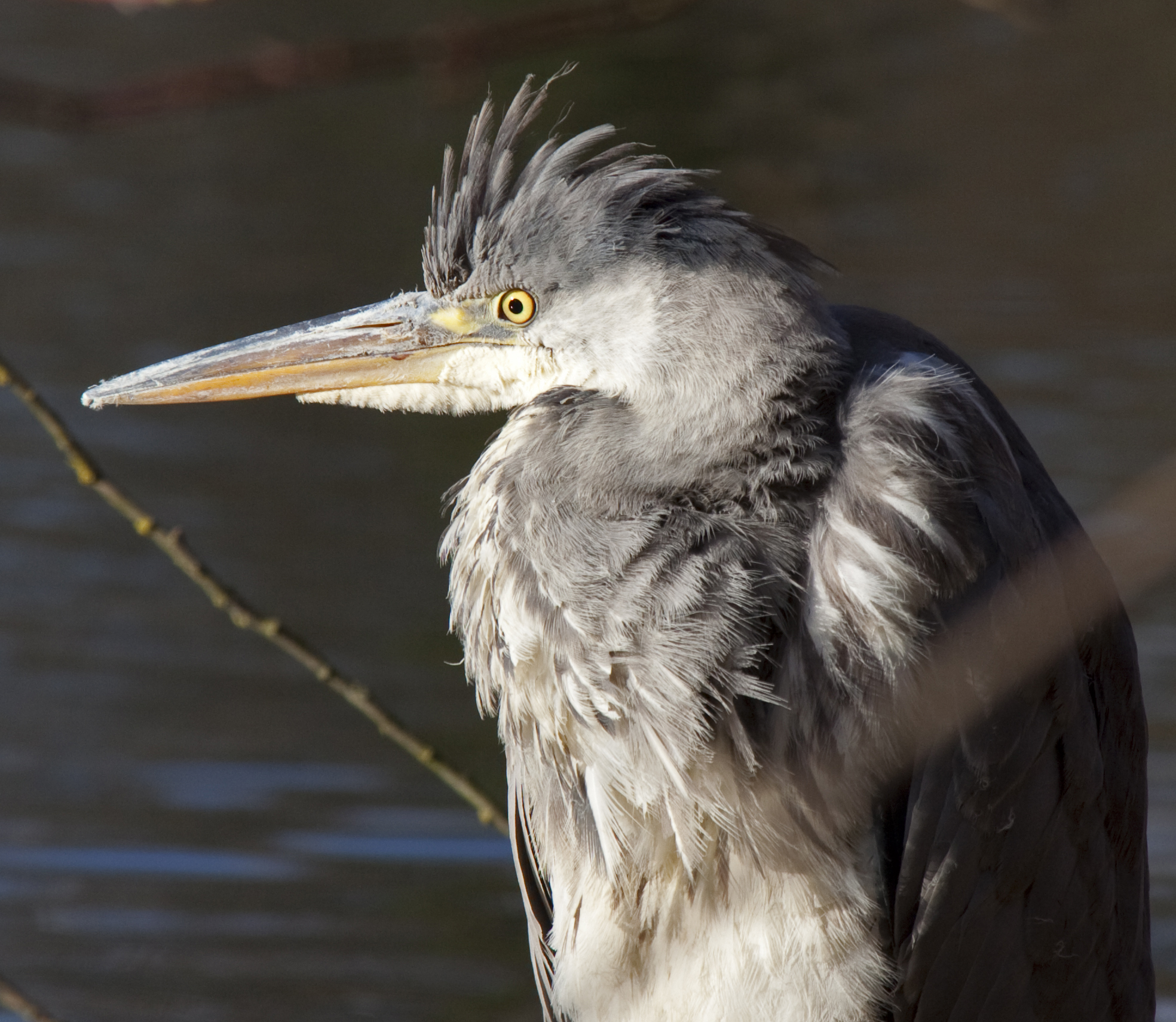
Встревоженная цапля поднимает хохолок

Наиболее часто слышимый голосовой сигнал цапли — грубый скрежещущий крик, похожий на низкое короткое карканье. Обычно его издает цапля на лету. Он очень громкий и слышен на большом расстоянии. По этому крику цаплю легко отличить от других птиц, даже не видя её.
Существует ряд других голосовых сигналов цапли, но их можно услышать почти исключительно у гнезда, в колониях (за пределами колоний они обычно молчаливы). Сигналом тревоги является гортанное гоготание. Выражением угрозы и признаком агрессивных намерений служит протяжный горловой вибрирующий крик. Самец, обозначая своё присутствие, издает короткое глухое карканье. Собираясь в гнездовых колониях в большие группы, цапли постоянно издают каркающие и квакающие звуки. Приземляющаяся цапля издает резкий скрежещущий крик, обычно повторяющийся.
У серой цапли (как и у других цапель) развита система визуальных сигналов. С помощью своей длинной шеи птица может выражать разные эмоции. Известна поза угрозы, при которой цапля изгибает шею, как бы готовясь к броску, и поднимает хохолок на голове. Эта поза обычно сопровождается упомянутым криком угрозы. Птицы могут приветствовать друг друга, быстро щёлкая клювом. Это используется также и во время брачного ритуала.

## Подвиды
Ведущие советские источники 1950-х годов говорили о двух подвидах серой цапли:
- Птицы, обитающие в западной части ареала, на восток до побережья Каспийского моря и Зауралья, составляют типовой подвид Ardea cinerea cinerea L.
- Цапли в более восточной части ареала относятся к подвиду Ardea cinerea jouyi Clark.

Более поздние источники говорят о четырёх подвидах. Помимо двух упомянутых, называются два других:
- A. c. firasa — подвид, обитающий на острове Мадагаскар.
- A. c. monicae Подвид, изолированный ареал которого ограничен крайне небольшой территорией у побережья Мавритании в районе национального парка Банк-д’Арген. За пределами данного участка (в основном в 100—200 км к югу) были обнаружены лишь отдельные гнёзда. Подвид был выделен сравнительно недавно, в 1986 году. Окрас цапель этого подвида значительно бледнее. Существует мнение, что данный подвид — оторвавшаяся и попавшая в изоляцию часть общей популяции цапель, свойственных Азии и Мадагаскару. При этом цапли, обитающие поблизости, в Сенегале, имеют черты, свойственные как типовому подвиду, так и A. c. monicae. Некоторые исследователи, считая этот подвид достаточно своеобразным, предлагали выделить его в отдельный вид цапель[7].

Рядом учёных делались попытки обособить и другие подвиды серой цапли, но они не получили признания. Так, птицы с островов Ява и Суматра, а также ряда соседних островов, отличающиеся более массивным клювом, предлагалось выделить в подвид A. c. altirostris.

## Статус популяции
Численность серой цапли высока. Согласно оценкам общей численности серых цапель в мире, сделанных специалистами Международного союза охраны природы, поголовье этих птиц в 2006 году насчитывало от 790 тыс. до 3,7 млн голов. Странами с наибольшей численностью серой цапли являлись Китай, Россия, Япония (это касается как гнездящихся, так и зимующих птиц). При этом тенденции развития общемировой популяции цапель оставались невыясненными, но не существовало причин считать ситуацию ухудшающейся. По крайней мере, три оценки статуса популяции цапли от 2004, 2008 и 2009 годов оставались на одном уровне — находящийся под наименьшей угрозой (англ. least concern; самая низкая из возможных категорий опасности для биологического вида).
В Евразии серая цапля — одна из наиболее широко распространённых и многочисленных цапель. На значительной части евразиатского ареала (особенно это касается стран Европы) популяция этой птицы в конце прошлого — начале нынешнего столетия росла. Большая часть поголовья европейских серых цапель обитает в России, на Украине, в Германии, Великобритании, Франции и Нидерландах. Всего в странах Европы, по подсчётам 2000 года, обитало 150—180 тыс. пар. В Центральной Европе это последняя ещё широко распространённая крупная птица.

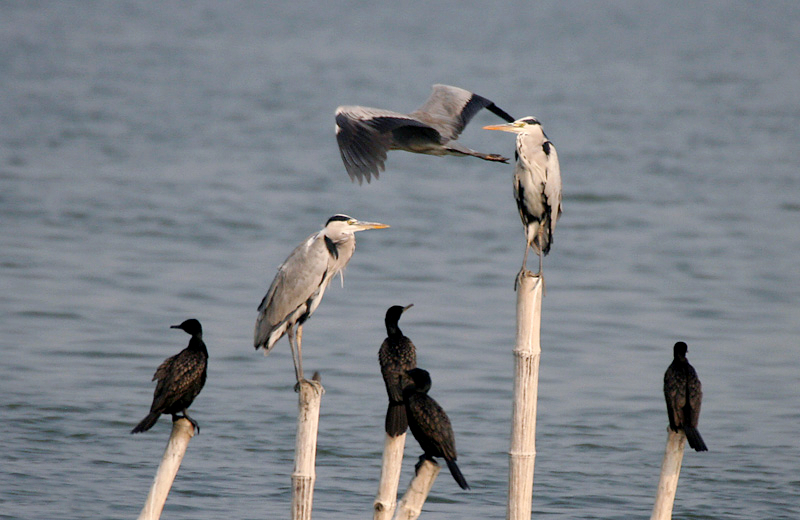
Цапли по соседству с бакланами (Калькутта, Индия)

По данным международной природоохранной и орнитологической организации «Международный союз по охране птиц», в 1990—2000 годах в Европейской части России гнездилось от 35 до 60 тыс. пар серых цапель при тенденции роста численности; в целом в Европе в эти годы отмечено заметное увеличение численности (в основном оно произошло между 1970 и 1990 годами). В указанные сроки на территории Украины было зарегистрировано 23,8—32,9 тыс. гнездившихся пар, но здесь отмечено сокращение численности. В Беларуси гнездящаяся популяция на 2000 год — 4,5—5,5 тыс. пар. Значительно увеличилась численность цапель в Латвии, где в 1970—1979 годы гнездилось лишь 600—650 пар, а в 1990—2000 гг. — до 1,5 тыс. пар. Ещё более заметен рост поголовья в Эстонии, где оно выросло в данные сроки с 230 пар до 1,5 тыс. В целом же можно утверждать, что, несмотря на снижение численности серых цапель в некоторых регионах, её общая численность имела тенденцию к увеличению. Серую цаплю, по крайней мере на территории Восточной Европы и Северной Азии, можно считать обычным или многочисленным видом, находящимся в оптимальных условиях существования.
В Российской Федерации серая цапля занесена в ряд региональных Красных книг: Якутии, Алтайского края, Камчатского края, Кировской, Кемеровской, Нижегородской, Томской областей. Поскольку на российском Дальнем Востоке (например, Камчатке) эта птица редка, она занесена в список видов, прилагающийся к двусторонним соглашениям, заключённым Россией с Японией и Индией об охране мигрирующих птиц.

## Естественные враги, болезни и паразиты

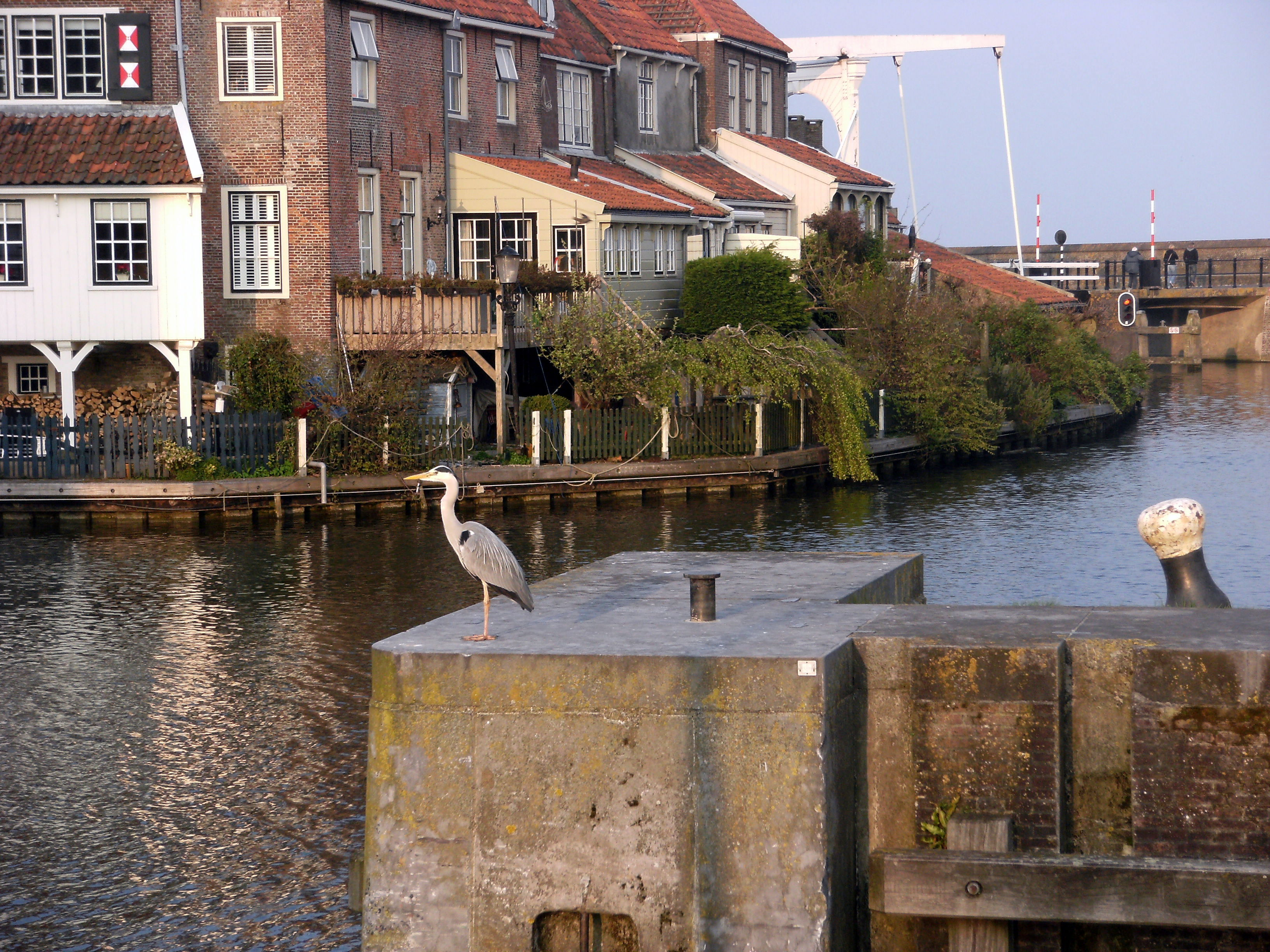
Серая цапля в г. Энкхёйзен, Нидерланды

Предельный зарегистрированный возраст цапли, содержавшейся в неволе, составил 23 года 9 месяцев. В советской литературе 1960-х годов сообщалось о предельном возрасте цапли в 16 лет. Однако в дикой природе средняя продолжительность жизни серой цапли значительно меньше — 5 лет. Смертность молодняка цапель по различным причинам чрезвычайно велика и особенно значительна в первый год жизни — до 67 %. На втором году смертность снижается на 30 % и в дальнейшем также продолжает снижаться.
В связи с тем, что взрослая серая цапля — крупная и сильная птица, обладающая острым клювом, она способна защититься от многих врагов. Тем не менее даже взрослые цапли часто становятся добычей хищников. Один из основных врагов этой птицы — лисица, хотя, как указывают некоторые наблюдатели, взрослая цапля для лисицы может зачастую оказаться непосильной добычей. Опасным врагом также является шакал. Огромное количество яиц и маленьких птенцов цапли истребляется как хищными млекопитающими (лисица, шакал, енотовидная собака, крысы и др.), так и птицами. Так, серая ворона, которая часто поселяется в плавнях южных рек в колониях аистообразных, питается и выкармливает своих птенцов яйцами и маленькими птенцами цапель. Существенное место яйца и птенцы цапли занимают в рационе болотного луня и сороки, которые также постоянно гнездятся в зарослях вблизи колоний. Наземные хищники, в отличие от пернатых, главным образом подбирают выпавших из гнезда птенцов или ловят ещё плохо летающих, но уже пытающихся передвигаться по колонии молодых. Считается, что наземных хищников привлекают к колониям обильно падающие из гнёзд остатки принесённой пищи, которую не успели съесть молодые цапли.

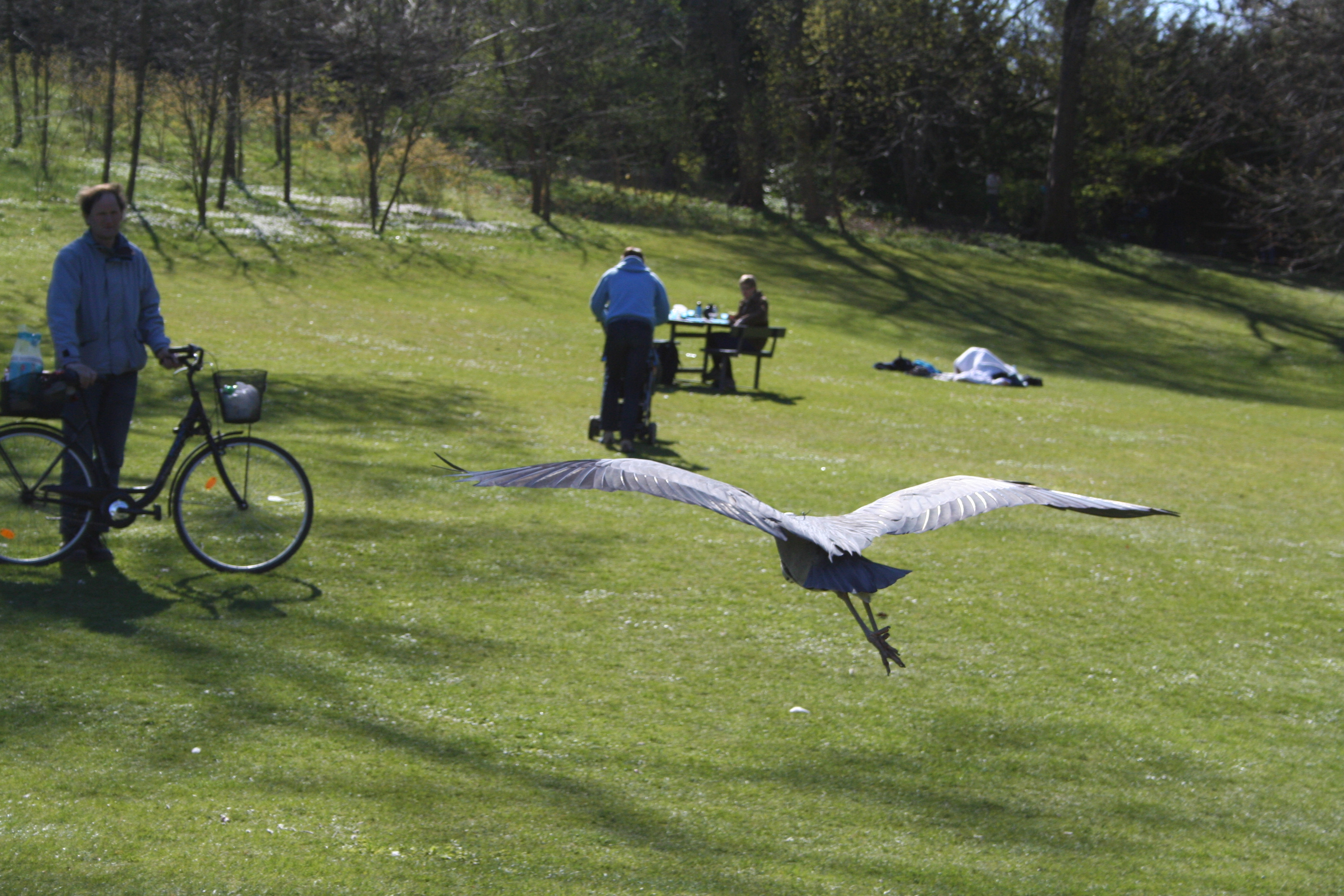
В крупных городах цапли часто совершенно не боятся людей (Копенгаген)

Высока степень заражения цапли различными паразитами. Цапля, поедая в большом количестве рыбу и разнообразных водных животных, является промежуточным хозяином разнообразных паразитов и возбудителей заболеваний и играет определённую роль в распространении гельминтов рыб. Из 26 выявленных видов, 11 встречаются в личиночной стадии и у рыб. Один из них Posthodiplostomus cuticola, вызывает упоминавшуюся чернильную болезнь у рыб и является опасным паразитом. Многолетние исследования голенастых птиц на юге Украины выявили, в частности, что все поголовно изученные серые цапли были заражены различными паразитическими червями. Все они оказались носителями трематод, очень многие — ленточных червей. Заражённость ими у молодых птиц, покинувших колонию, составляет 60 %, взрослых — 70 % (заражённость ленточными червями у серой цапли оказалась выше, чем у всех остальных видов голенастых). У 40 % молодых и 30 % взрослых были обнаружены нематоды, однако, несмотря на высокое заражение гельминтами, не было установлено достоверных случаев гибели птиц по этой причине.
Значительные потери поголовью цапель наносят экстремальные погодные условия. Продолжительное весеннее похолодание с обильными снегопадами и штормовыми ветрами приводят к массовому разрушению гнёзд цапель на деревьях, или размывают часть берега водоёмов, где гнездятся цапли, сокращая площадь, пригодную для гнездования. Поздняя и/или холодная весна задерживает срок прилёта цапель в колонию; по этой причине начало гнездования сдвигается на 1—2 недели, что отрицательно сказывается на успешности размножения. Анализ динамики численности гнездящихся серых цапель в Великобритании в 1920—70-е годы показал, что сокращение количества гнёзд происходит после суровых зим, а подъём численности — после мягких. Особенно показательными в этом отношении были холодные зимы 1929, 1939—1941, 1947 и 1962—1963 годов, после которых количество приступивших к гнездованию птиц сокращалось на 12, 38, 45 и 53 % соответственно. После таких спадов численность цапель восстанавливалась в течение 2—3 лет.
В 2004 году в Гонконге был зарегистрирован случай гибели цапли (по всей видимости, единичный) от вируса птичьего гриппа. Некоторую угрозу представляет также птичий ботулизм.

## Серая цапля и человек

### Воздействие антропогенного фактора на популяцию
Вплоть до самого недавнего времени цапля в ряде мест своего обитания считалась вредной птицей, поэтому часто преследовалась и уничтожалась. В XIX веке, как указывают специалисты МСОП, уничтожение цапель как вредителей носило массовый характер. Это имело место и позже. Например, в Шотландии в 1984—87 годах у рыборазводных хозяйств истреблялось около 800 цапель ежегодно. Однако физическое истребление цапель не нанесло их общемировой численности опасного ущерба.
Помимо непосредственного физического воздействия со стороны человека мировое поголовье цапель подвергалась воздействию загрязнения окружающей среды. Этот фактор в настоящее время сильно влияет на популяцию этой птицы, поскольку химическое загрязнение водоемов увеличивается. Серьёзную отрицательную роль играет загрязнение биотопа цапли пестицидами. Во время обследования птенцов цапли в 1998 году в заповеднике Лебяжьи острова (Крым) в тканях их тела была обнаружена высокая концентрация хлорорганических пестицидов. В 1999 году в этом районе наблюдалось снижение успешности гнездования цапель из-за значительного количества неоплодотворённых яиц, а также случаи откладывания самками аномально мелких яиц.

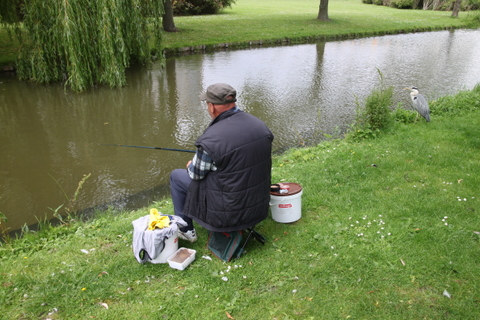
Цапля в ожидании корма вблизи рыбака (Нидерланды)

В Великобритании в органах серой цапли в середине XX века было обнаружено больше следов хлорорганических пестицидов, чем в тканях других видов птиц вообще. Это вызвано тем, что цапля кормилась наиболее разнообразной пищей в наиболее разнообразных биотопах. В тканях практически всех взрослых особей и птенцов, а также в яйцах цапли содержались следы ядохимикатов, в тканях большинства особей также находили полихлорбифенилы — основной ядовитый компонент промышленных сточных вод. Ещё в 1970 году было замечено, что в связи с этим загрязнением примерно за 30 лет толщина скорлупы яиц серой цапли уменьшилась на 20 %, средний размер кладки — до 3,9 яиц, а количество выкормленных птенцов на одну пару снизилось до 1,9. Кроме того, более трети гнездящихся пар, подвергшихся химическому загрязнению, умышленно расклёвывали свои яйца, и почти каждое отложенное ими яйцо имело аномально тонкую скорлупу.
Развитие прудового рыбоводства имеет двоякое воздействие. С одной стороны, птицы получают хорошие возможности для кормёжки, что в целом способствует увеличению поголовья цапель. С другой стороны, к гибели молодняка могут приводить меры по отпугиванию цапель от водоёмов, практикуемые во многих рыбоводческих хозяйствах, ограничивающие получение цаплями пищи. Отстрел цапель охотниками в настоящее время не может рассматриваться как значимый фактор давления на популяцию, хотя в отдельных местах его приходится учитывать (например, в Баварии). Определённую опасность для цапель может нести вырубка больших деревьев, что лишает их возможностей для гнездования.

### Цапля как объект охоты
В Средние века во многих странах Европы цапля была излюбленным объектом соколиной охоты. Схватки цапель с ловчими соколами порой бывали весьма зрелищными. Трофеем считались длинные чёрные перья с головы цапли, удлиняющиеся в брачный период. Охота на цапель в Европе была привилегией знати. Есть сведения, что в феодальную эпоху в Европе даже вспыхивали войны между властителями из-за гнездовий серой цапли.
Однако в настоящее время цапля не считается сколь-нибудь привлекательным объектом охоты. Мясо её, по мнению одних авторов, невкусно и имеет дурной рыбный запах, поэтому она добывается охотниками лишь случайно и при неимении иной, более ценной дичи. Другие источники, напротив, утверждают, что мясо цапли отличается хорошим качеством. В российском Законе об охоте от 4 июля 2009 года цапля отсутствует среди видов, родов и семейств птиц, названных в качестве охотничьих ресурсов страны. В любом случае, специальной охоты на серую цаплю в настоящее время не существует. Но в России на территории государственных рыбных прудов её можно отстреливать в течение всего года.

### Цапля в культуре

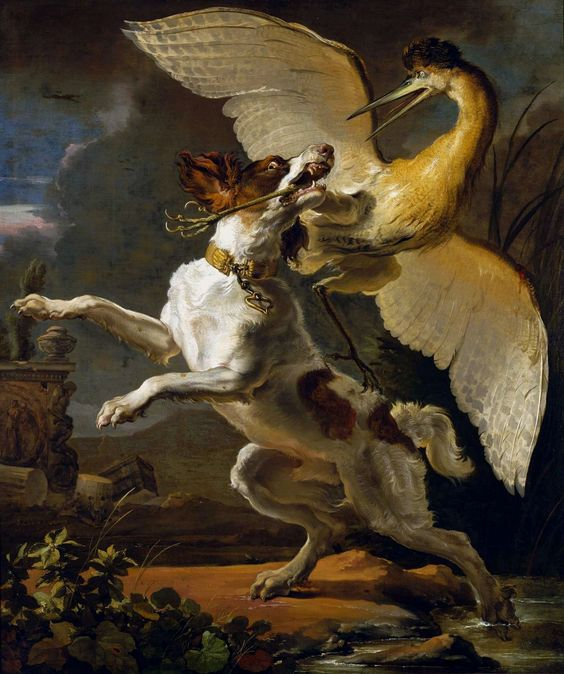
Схватка пса и цапли. Картина нидерландского живописца Абрахама Хондиуса (1667)

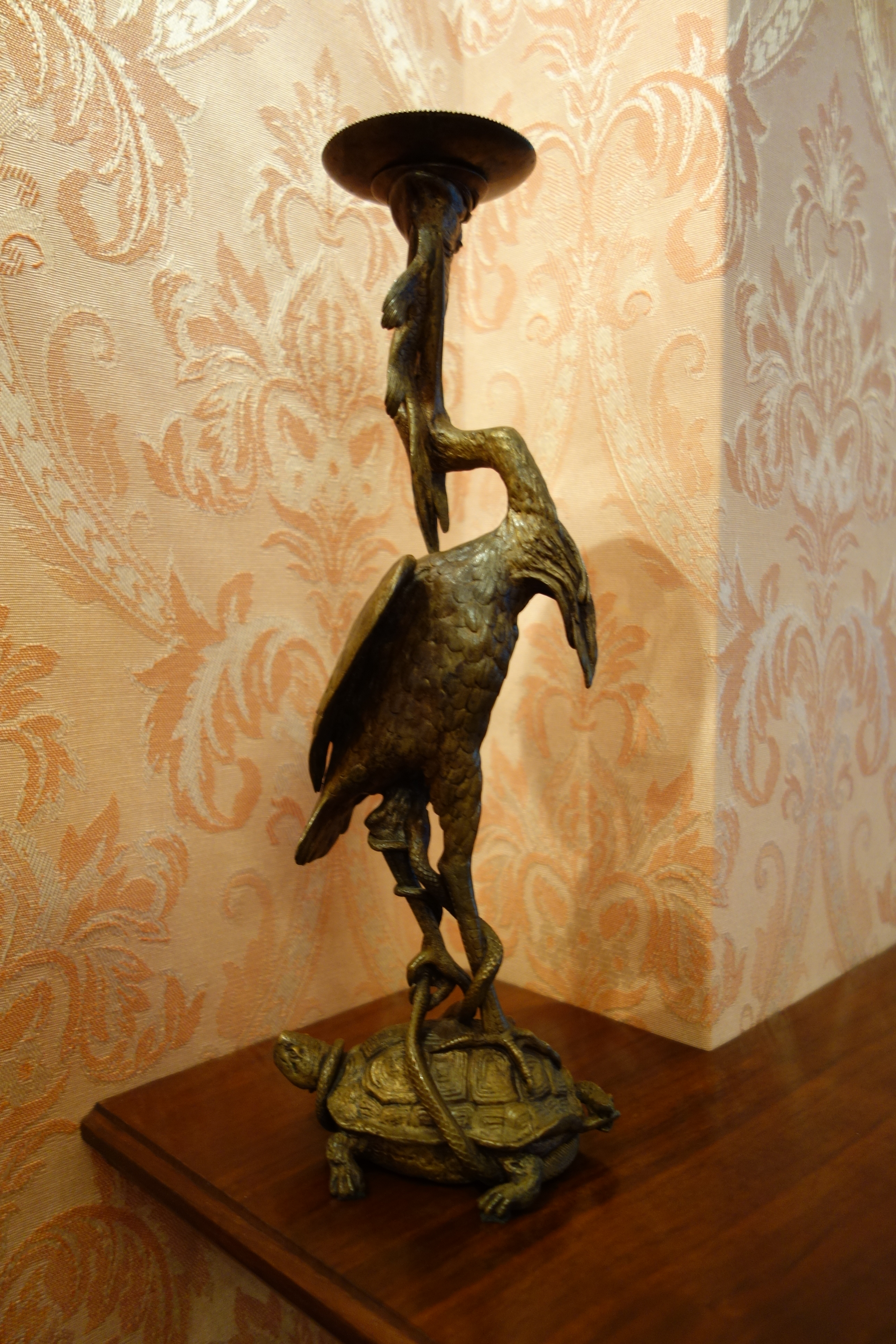
Бронзовый подсвечник в виде цапли. Франция, середина XIX в.

Серая цапля как птица, известная людям издревле и часто обитающая вблизи человека, исстари была персонажем фольклора. В качестве примера можно упомянуть русскую народную сказку «Журавль и цапля», или испанскую сказку «Сорока, лиса и цапля».
Цапля многократно изображалась на полотнах европейских живописцев эпохи Возрождения и более позднего времени. Эта птица упоминается и в классической европейской литературе. Одним из наиболее значимых таких упоминаний цапли можно считать басню Жана де Лафонтена «Цапля». В ней выведен образ важной и спесивой цапли, которая, встречая рыбу, каждый раз искала добычу повкуснее, но в конце концов осталась голодной.
О серой цапле много упоминали различные авторы, писавшие о природе и животных. У известного советского писателя — популяризатора зоологии Е. И. Чарушина есть рассказ «Цапля», в котором описано, как цапля в вольере зоопарка молниеносным выпадом схватила воробья. Писатель красочно и точно описывает характерную позу стоящей цапли:
А цапля стоит, как истукан. Какая-то горбатая, нахохленная. Свою длиннущую шею сложила, как складной аршин, голову вроде как между плеч втянула — только длинный клюв, как пика, торчит. А глаз у цапли прямо какой-то не птичий даже, а рыбий: без выражения, неподвижный и как будто даже плоский. И стоит это чучело на одной ноге, не шелохнётся.

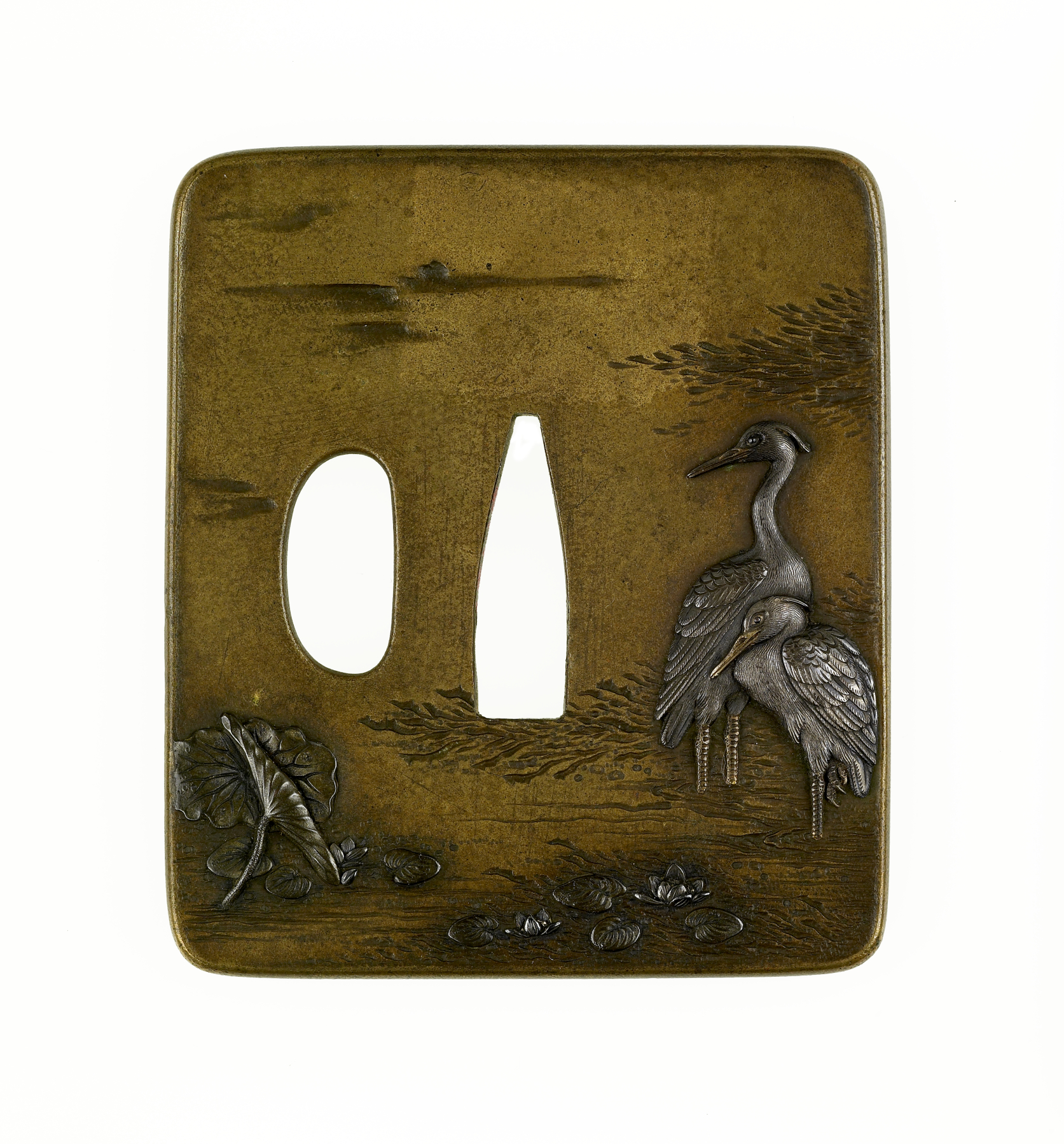
Цуба начала XIX века работы мастера Оцуки Мицухиро с изображением цапли и лотоса

Цапля упоминается в популярной российской песне «За цыганской звездой», текст которой — вольный перевод Г. М. Кружкова одноимённого стихотворения Редьярда Киплинга (в оригинале стихотворения фигурирует «красный журавль», red crane):
Дикий вепрь — в глушь торфяных болот,
Цапля серая — в камыши.
А цыганская дочь — за любимым в ночь,

По родству бродяжьей души.
Образ цапли часто встречается в традиционном китайском изобразительном искусстве и литературе. Одной из причин такой популярности является то, что, согласно традиции, крик цапли напоминает китайское слово «путь»; таким образом, цапля ассоциируется с чем-то продолжающимся, развивающимся. Изображение цапли и лотоса символизирует пожелание постоянного успеха в жизни. Цапля стала в китайской литературе персонажем разнообразных аллегорий и метафор. Например, в классическом романе «Речные заводи», содержится такое четверостишие:
С нежной девушкой быть грубым — всё равно, сдаётся мне,

Что сжигать беспечно лютню, цаплю жаря на огне
Под влиянием китайской культуры изображения цапель стали популярны и в искусстве других стран Северо-Восточной Азии. Так, они широко распространены в Японии. Известны, например, японские цубы (гарды от мечей) с выгравированными цаплями. Серая цапля стала персонажем традиционных японских стихотворений, таких, как хайку.
Ветерок вечерний.
Важно моет ноги в ручье

серая цапля...
(Ёса Бусон, в переводе А. А. Долина)
В серии произведений в жанре фэнтези о средневековой Японии современной австралийской писательницы Джиллиан Рубинстейн «Сказки Отори» цапля является символом клана, к которому принадлежит главный герой. Эта птица была избрана для изображения на гербе клана, поскольку символизирует терпение.
Серая цапля также нередко изображается на почтовых марках различных стран.